# Palácio de Diocleciano
O Palácio de Diocleciano (em croata: Dioklecijanova palača) foi a residência imperial fortificada construída pelo imperador Diocleciano (r. 284–305) na costa da Dalmácia com o fim de para ali se retirar após a sua abdicação voluntária em 305. É um dos edifícios mais bem conservados da Antiguidade Tardia e os seus vestígios estão preservados no coração histórico de Split, na Croácia. Contrariamente a uma lenda popular, a cidade - Espalato (em latim: Spalatum) -  deve o seu nome ao da vizinha cidade grega de Aspalato  - "arbusto branco" -  e não ao termo latino para palácio - palatium.
O imperador Diocleciano viveu neste palácio o essencial dos últimos anos da sua vida e, quando faleceu, o seu corpo foi depositado num sarcófago colocado dentro do mausoléu que ali tinha mandado construir.
O Palácio de Diocleciano é um testemunho excepcional da encenação arquitectónica da ideologia tetrárquica que não sobreviveu ao seu fundador. Reunindo uma residência de prestígio, um templo dinástico e um mausoléu, é o protótipo dum modelo palaciano tetrárquico que conheceu dois outros seguidores menos grandiosos: em Romuliana, para Galério (r. 305–311), e em Šarkamen, sem dúvida para Maximino Daia.
Depois do desaparecimento do seu patrocinador, o palácio continuou a servir, até ao século VI, de residência oficial para a administração provincial e para as grandes personalidades em exílio, mas também abrigou uma manufactura têxtil. Depois das invasões eslavas, desenvolveu-se uma pequena cidade dentro das suas muralhas, a qual sucedeu a Solin como sede episcopal e administrativa das autoridades bizantinas. Esta acabou por passar para o controle veneziano e permaneceu como uma praça forte daquela república até à sua dissolução, em 1797. A partir do século XVI, os vestígios do palácio atraíram a atenção de arquitectos e eruditos europeus e tiveram uma influência confirmada sobre a corrente neoclássica.

## Um retiro para Diocleciano

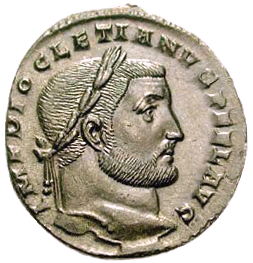
Fólis com o retrato de Diocleciano; moeda cunhada em Augusta dos Tréveros em 300-301

Depois de duas décadas na cúpula do poder, uma longevidade à qual Roma não estava habituada desde o fim do século II, o imperador Diocleciano parece cansado e desgastado pelas responsabilidades: no dia 20 de novembro de 304, exactamente um ano após a celebração da sua Vicenália (novembro de 303), desmaiou à saída da cerimónia de inauguração do Circo de Nicomédia. Tendo regressado doente da sua campanha no Danúbio contra os Carpos, a sua condição piorou, encontrando-se muito fraco. Permaneceu confinado ao seu palácio durante o Inverno seguinte, ao ponto de os rumores sobre a sua morte não tardarem a correr na cidade. Quando finalmente reapareceu aos olhos do público, no dia 1 de março de 305, foi como um homem doente com feições emagrecidas, dificilmente reconhecível. Galério juntou-se-lhe então e, segundo Lactâncio, pressionou-o a retirar-se em seu proveito. A credibilidade desta fonte não é exemplar, é igualmente possível que tenha sido o próprio Diocleciano quem decidiu abdicar e colocar em execução um projecto que pode ter concebido a partir de 295 e do qual tinha falado com o segundo Augusto, Maximiano, aquando do seu último encontro, em 303: se a doença ditou provavelmente a calendarização precisa da sua implementação, a decisão em si mesmo corresponde a um plano definido de longa data. No dia 1 de maio de 305, numa colina a alguns quilómetros de Nicomédia, no próprio local onde tinha sido proclamado imperador, Diocleciano dirigiu-se aos seus soldados para lhes comunicar a sua abdicação e a transferência do poder supremo para os novos augustos, Galério e Constâncio Cloro, assistidos por dois novos césares, Maximino Daia e Valério Severo. No mesmo dia, o seu colega Maximiano abdicou em Mediolano e remeteu os seus poderes a Constâncio Cloro.

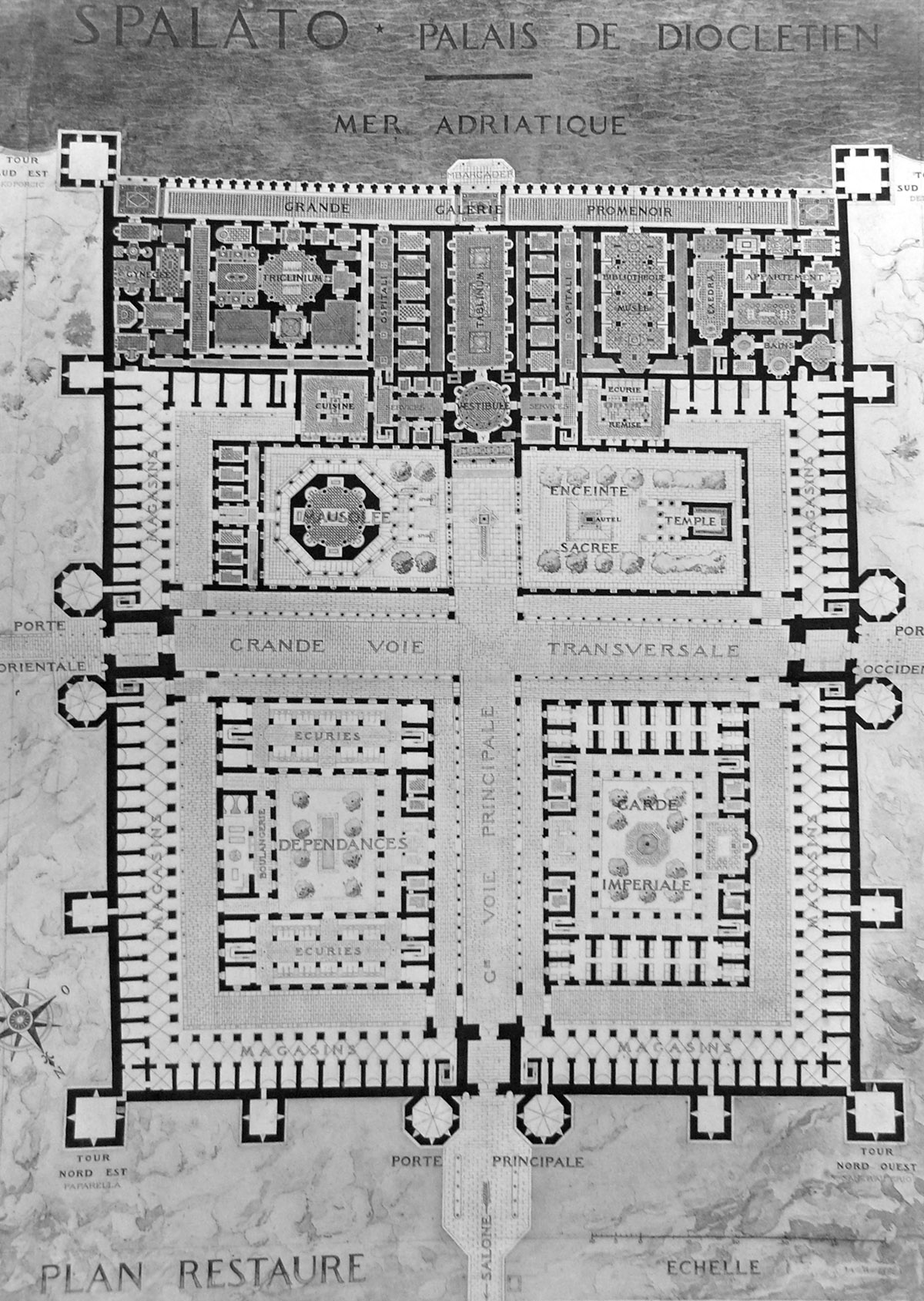
Planta reconstituída do Palácio de Diocleciano, por E. Hébrard

Esta abdicação foi um facto político surpreendente que marcou os seus contemporâneos: Diocleciano tornou-se num simples cidadão (embora guardando a dignidade de Augusto) e retirou-se para a sua região natal, onde tinha mandado construir uma residência para o seu retiro em Split.
Com pouco mais de sessenta anos de idade, ainda viveu ali uma dezena de anos, tempo suficiente para ver desmoronar o sistema político que tinha imaginado para garantir a saúde do império. Todavia, resistiu às solicitações daqueles que o pressionaram a sair do seu retiro para pôr fim à guerra civil que opôs os seus sucessores. Somente em 308 se tornou cônsul novamente e aceitou, a pedido de Galério, de se apresentar no encontro de Carnunto, no dia 11 de novembro: lá, forçou Maximiano a pôr fim à sua tentativa de voltar ao poder, enquanto Licínio foi nomeado Augusto em substituição de Severo, assassinado por Magêncio. No entanto, foi a sua última intervenção nos negócios políticos do império: quando lhe pediram para retomar a púrpura para pôr fim à usurpação de Magêncio, respondeu literalmente que preferia cultivar os seus repolhos no seu retiro dálmata. Diocleciano não voltou a deixar Split nos anos seguintes, nem para tentar salvar a sua esposa Prisca e a sua filha Galéria Valéria, a quem a morte do marido, Galério, em 311, deixou à mercê de Maximino e Licínio: contentou-se em enviar mensagens e emissários junto dos dois imperadores a seu favor. Este retiro foi tão completo que não se conhecem nem as causas nem a data exacta da sua morte — talvez no dia 3 de dezembro de 311.

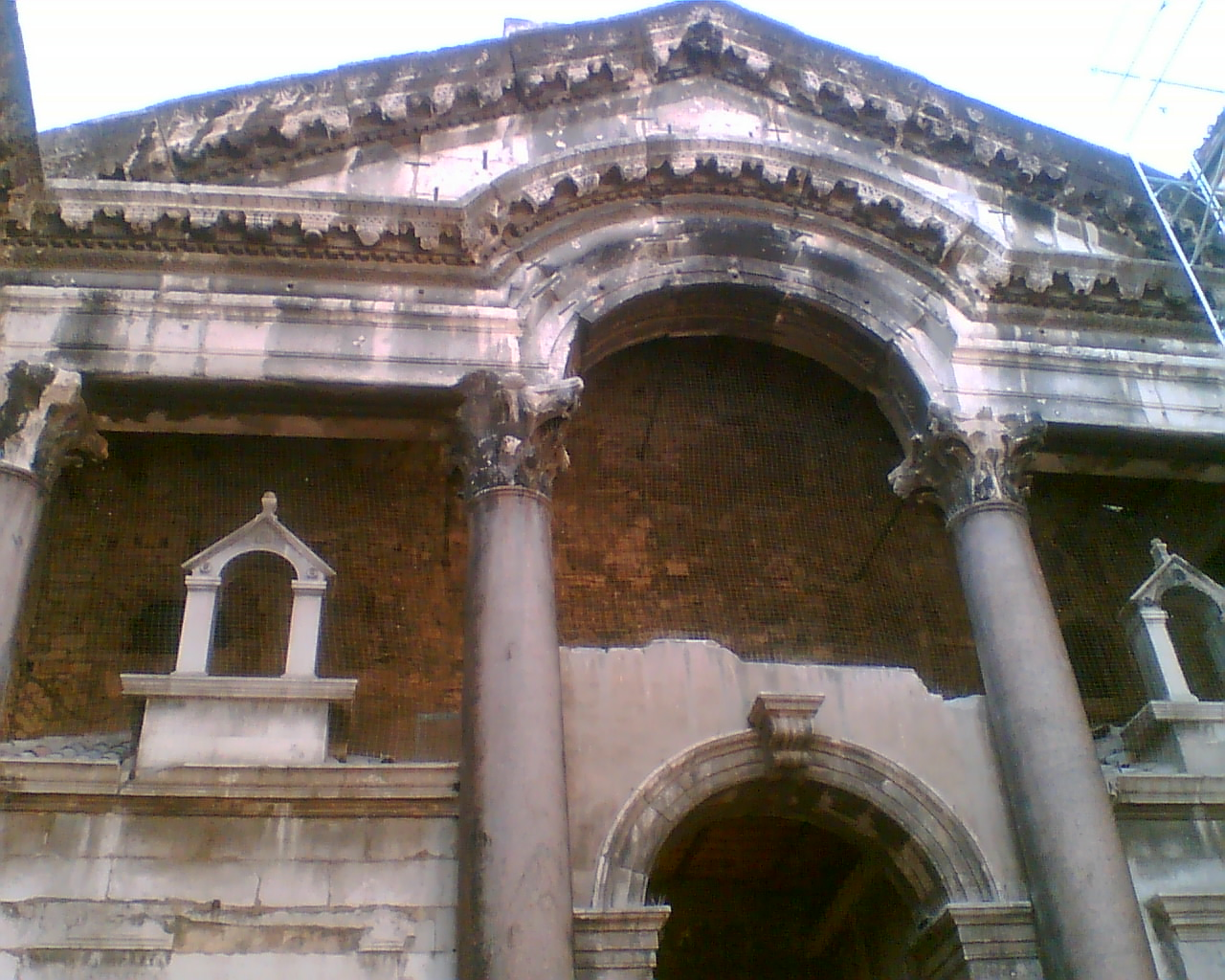
Detalhe do Peristilo

Se por um lado se sabe, portanto, que Diocleciano residiu em Split quase continuamente de 305 a 311, a data da construção do palácio não é conhecida com certeza. O facto de já existir em 305 (mas nada diz que estava completamente acabado) é por vezes considerado como uma prova de que a abdicação de Diocleciano foi planeada desde o arranque do projecto político tetrárquico, em cujo caso a construção teria começado por volta do ano 295. Também pode ser mais tardio. Uma data possível para o início do estaleiro do palácio é o ano 298, quando o império conheceu uma breve pausa militar depois de vários sucessos retumbantes, nomeadamente de Galério contra o Império Sassânida e do próprio Diocleciano no Egito: do Outono de 297 ao Verão de 298, Diocleciano matou, de facto, as rebeliões dos usurpadores Domício Domiciano, primeiro, e Aurélio Aquileu, na Tebaida, no Faium. Nesta ocasião, fundou novas cidades, Dioclecianópolis e Maximianópolis. A estadia egípcia de Diocleciano durou, assim, perto dum ano e meio, período durante o qual se ocupou, manifestamente, a planificar construções em Roma, como as Termas de Diocleciano. Uma carta do promagistrado da Tebaida, Aurélio Isidoro, datada de 28 de janeiro de 300, refere-se ao transporte de Assuão para Alexandria de colunas que são destinadas a um monumento de Diocleciano. O palácio de Split é justamente notável pela abundância dos seus materiais de origem egípcia: as doze estátuas de esfinges, as centenas de colunas de granito vermelho, rosa ou cinzento, de pórfiro, de certos mármores provenientes do Egipto. Esta particularidade pode estar relacionada com a passagem do imperador pelo Egipto, não sendo, neste caso, a construção do palácio anterior a 298. Em todo o caso, o que restam são hipóteses: nenhum dado arqueológico ou literário permite precisar a data da sua edificação ou determinar se a construção estava acabada em 305.

## A planta e os vestígios do palácio

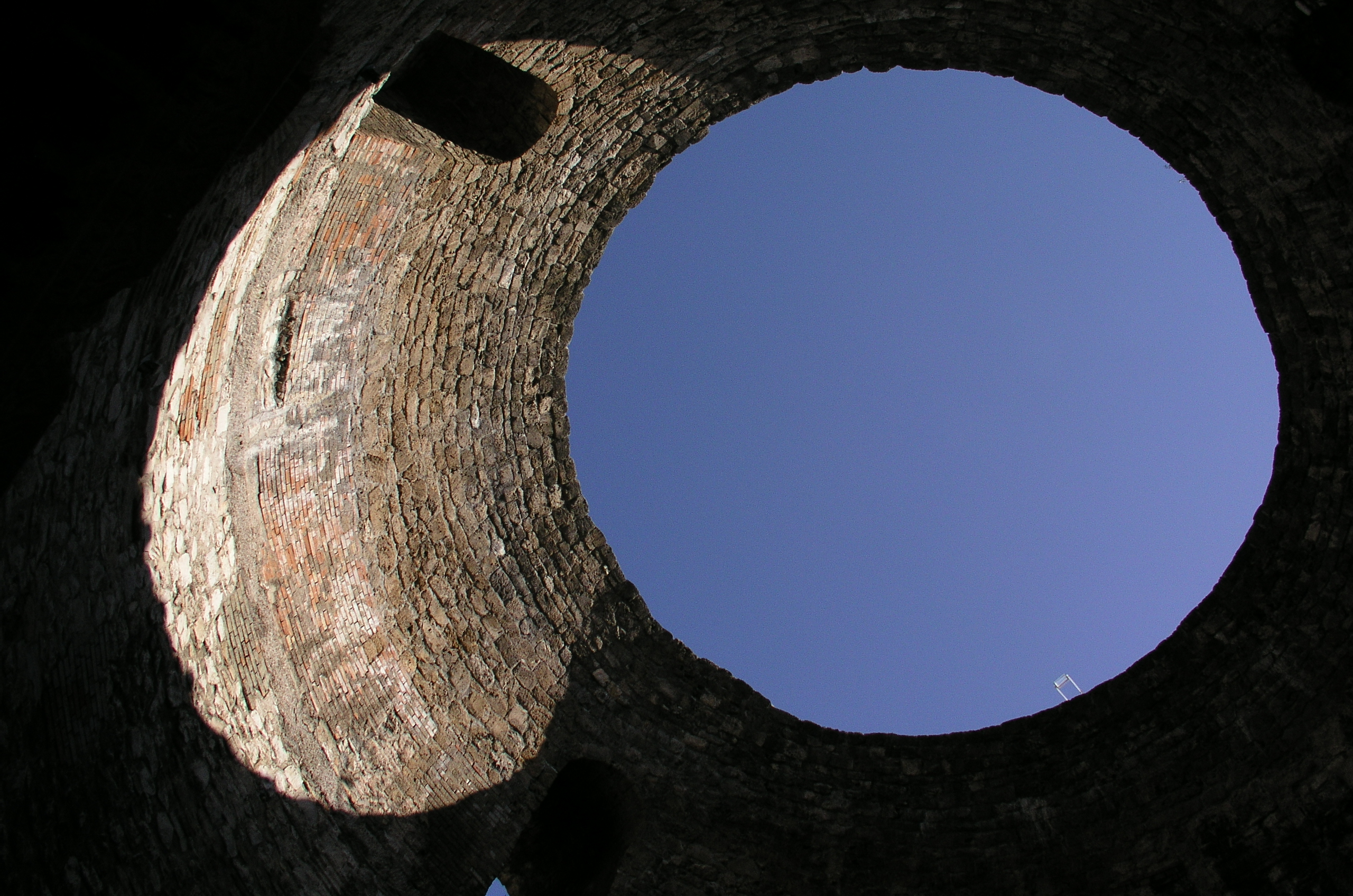
Detalhe do Vestíbulo

A residência de Diocleciano combina os aspectos de vários tipos de construções: é ao mesmo tempo uma fortaleza pelas suas muralhas, uma cidade com as suas ruas e os seus santuários, e uma grande villa pelo luxo dos seus apartamentos privados. É, assim, representativa das três formas arquitectónicas principais que caracterizam a época do seu fundador.
O local sobre o qual foi construído o palácio conhece um duplo declive, com um desnível superior a 8 metros de norte a sul, em direcção à costa, e inferior a 2 metros na direcção este-oeste. A área edificada é superior a 3,8 hectares e forma um rectângulo ligeiramente irregular: as dimensões exteriores e interiores de cada lado são, assim, respectivamente de 215,5m e 191,25 m para os lados este e oeste, 175m e 151m para o norte e 181m e 157,5 para o sul. A título indicativo, o palácio ocupa cerca de 1/6 da superfície duma fortaleza legionária padrão concebida para 5400 soldados e duas vezes a superfície dum forte de 500 auxiliares. Em 1926, data em que a povoação medieval e moderna instalada na fortaleza ainda existia, a população intra muros era de 3200 habitantes para 278 casas.

### As muralhas

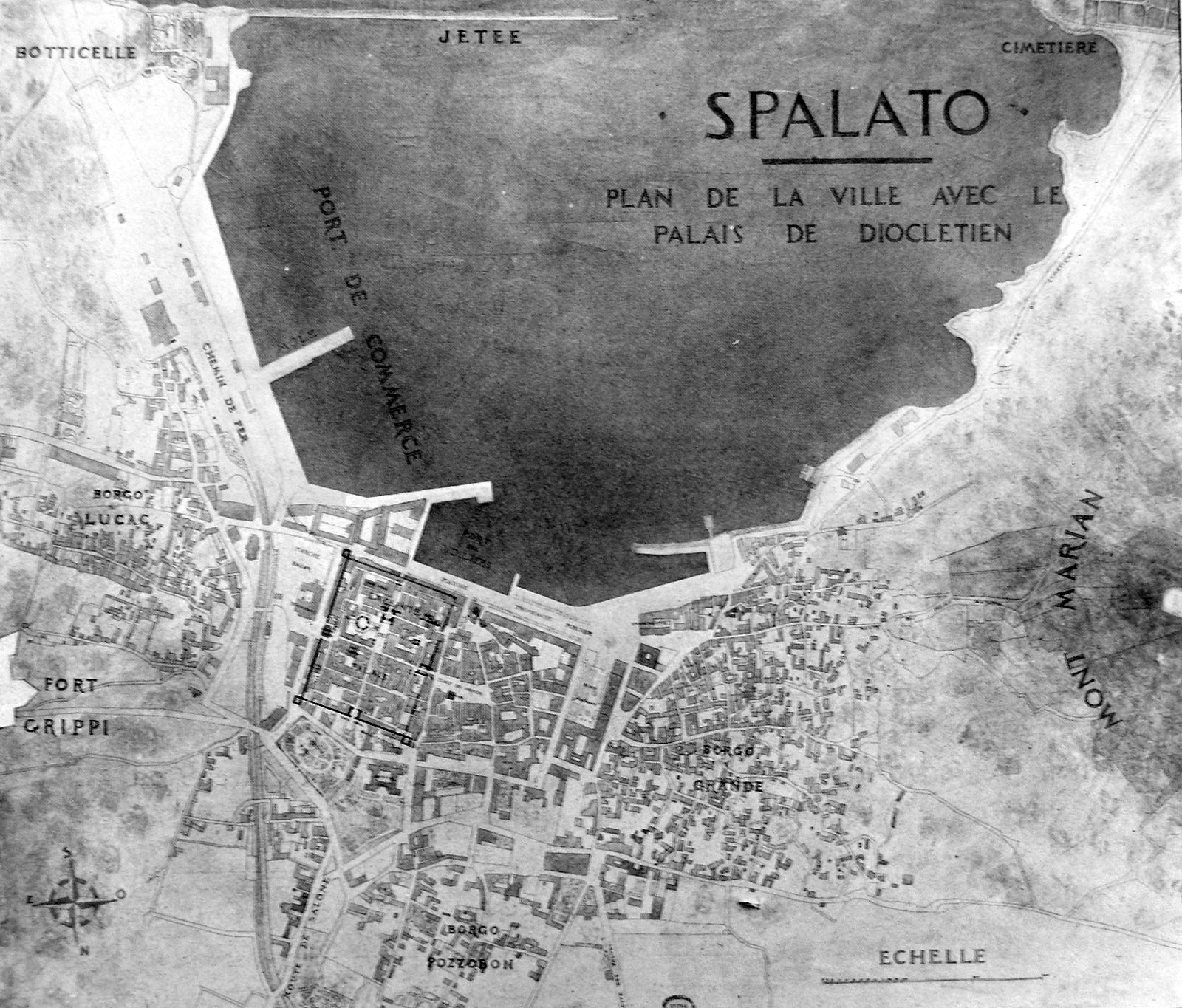
Planta geral de Split em 1912, com o Palácio de Diocleciano assinalado em destaque

As paredes da fortificação, duma espessura média de 2,10 m, são constituídas por dois revestimentos de alvenaria, de 0,40 a 0,60 m de espessura e dum bloqueio maciço — pedregulhos informes incorporados na argamassa. O revestimento exterior das muralhas é um aparelho rectangular psudo-simétrico de blocos de calcário cuidadosamente preparado e montado, sem argamassa, mas com pontas de ferro. A maçonaria é contínua sem fieira de ajuste em tijolos, repousando directamente sobre fundações assentes no substracto rochoso.

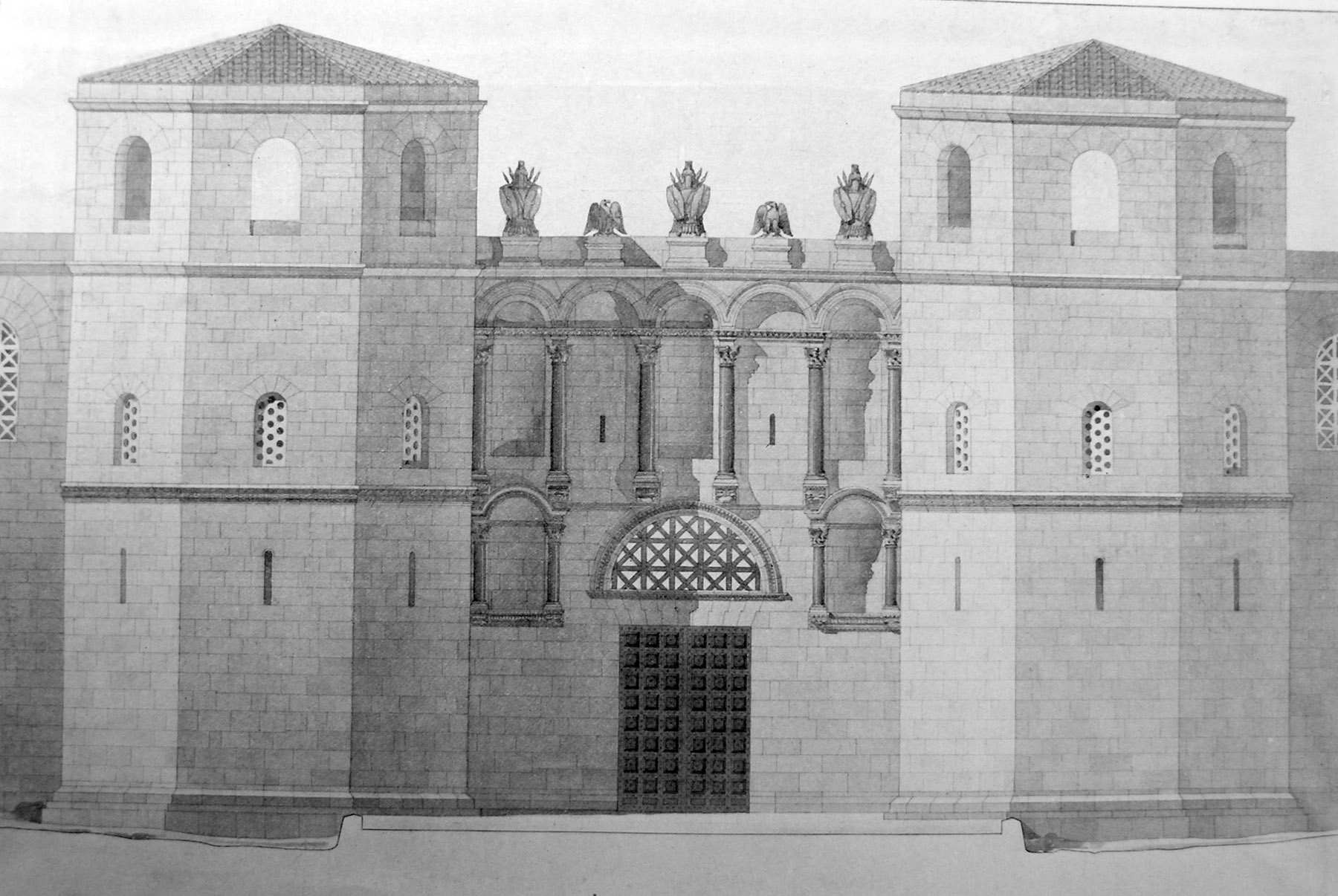
Reconstituição da Porta Aurea, por E. Hébrard

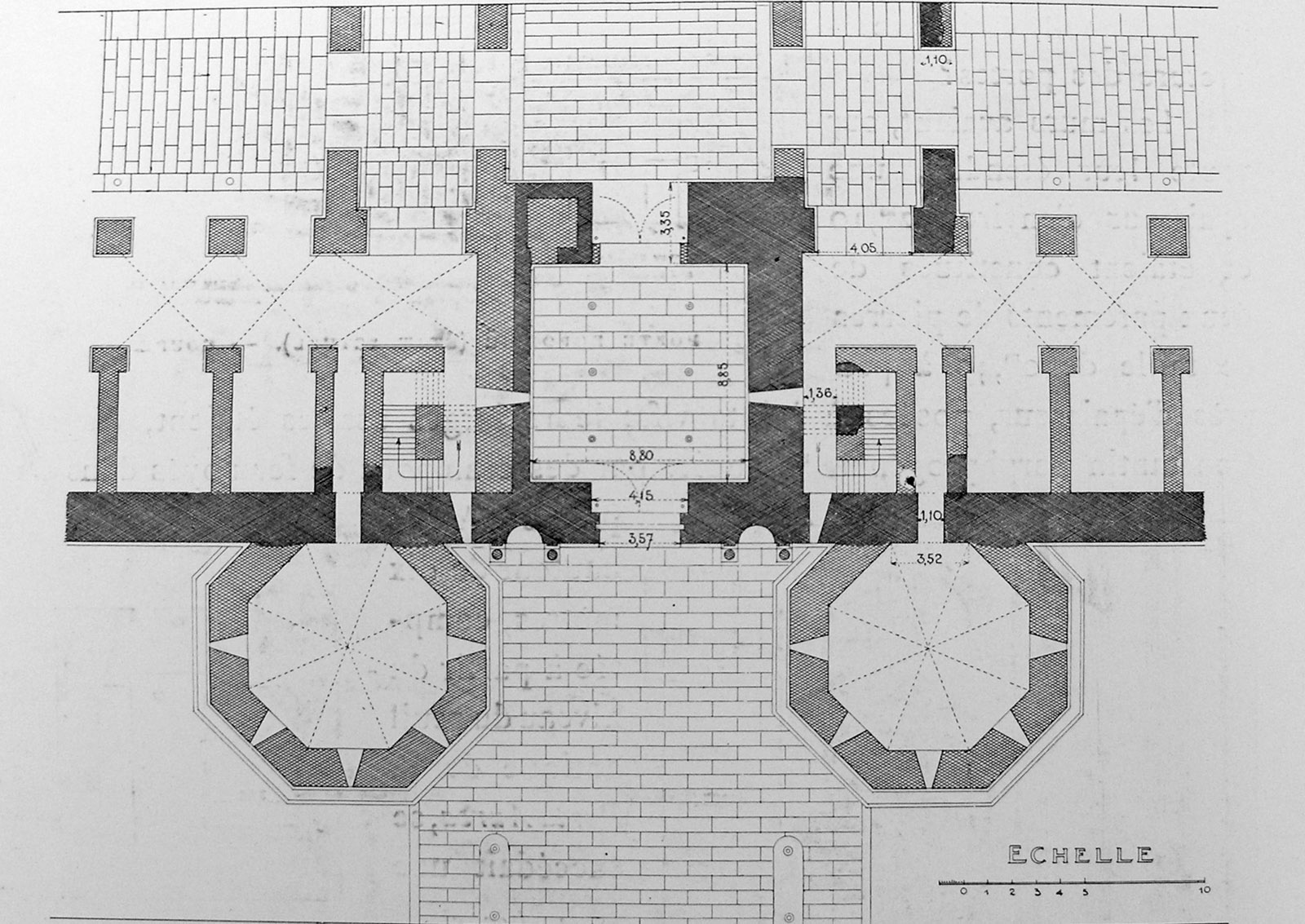
Planta da Porta Aurea

As muralhas tornam-se menos espessas na sua parte superior — 1,15 m — que começa duas fiadas abaixo dos vãos das janelas do caminho de ronda. Estas são em forma de arco formadas por duas fileiras de silhares a diminuir para o interior (face exterior com 17 e face interior com 11), com uma largura média de 2m por 3,10 a 3,90 m de altura ao centro. Uma simples cornija em S dá a volta ao perímetro a uma distância regular do solo, e portanto, dada a inclinação, a uma altura variável: é, assim, mais alta 1,10 m na esquina nordeste que na porta oeste, o local mais baixo onde ainda é visível. No lado oeste, a cornija está situada 22m acima do nível do mar, mas no lado leste encontra-se 0,82 m mais baixa: a mudança de nível faz-se à altura da torre octogonal da porta norte. Isto resulta numa diferença de tamanho das aberturas do caminho de ronda entre as duas metades oeste e leste da muralha norte — estas são, respectivamente, de 3,60 e 3,10 m. Entre cada torre, encontram-se 6 ou 7 aberturas.
No lado sul, a parte superior da muralha (9m acima das fundações) é inteiramente ocupada por uma galeria com arcadas que evoca a fachada duma villa: é um elemento frequente nos palácios imperiais, que se encontra por exemplo na fachada marítima do Palácio de Boukoleon em Constantinopla, ou na fachada do palácio de Diocleciano em Antioquia. Esta galeria é constituída por 42 arcos delimitados por 44 colunas envolvidas, encimadas por meios capiteis, sendo interrompida por três loggias, ao centro e nos lados. Dois outros arcos intermédios distinguem-se por uma largura aumentada: correspondem às aberturas das duas grandes salas principais do nível superior dos aposentos privados, a sala basilical a oeste e o triclínio a leste. Nas reconstituições clássicas de Hébrard e Niemann, o mar vem banhar a base da muralha sul: na realidade, ignora-se se isto aconteceria ao longo de todo o comprimento da fachada sul.
O pano de muralhas é reforçado por três tipos de torres: as torres de esquina quadradas, as torres octogonais flanqueando as três portas e as torres quadradas intercalares, todas amplamente salientes em relação à muralha, como é o caso das fortificações antigas tardias. Três das torres de esquina ainda existem pelo menos parcialmente, enquanto que a quarta, a da esquina sudoeste, foi destruída cerca de 1550 depois de ter sido enfraquecida pelo mar. O acesso às torres faz-se por uma passagem construída na espessura da muralha tanto no rés-do-chão como no nível superior.

### O peristilo

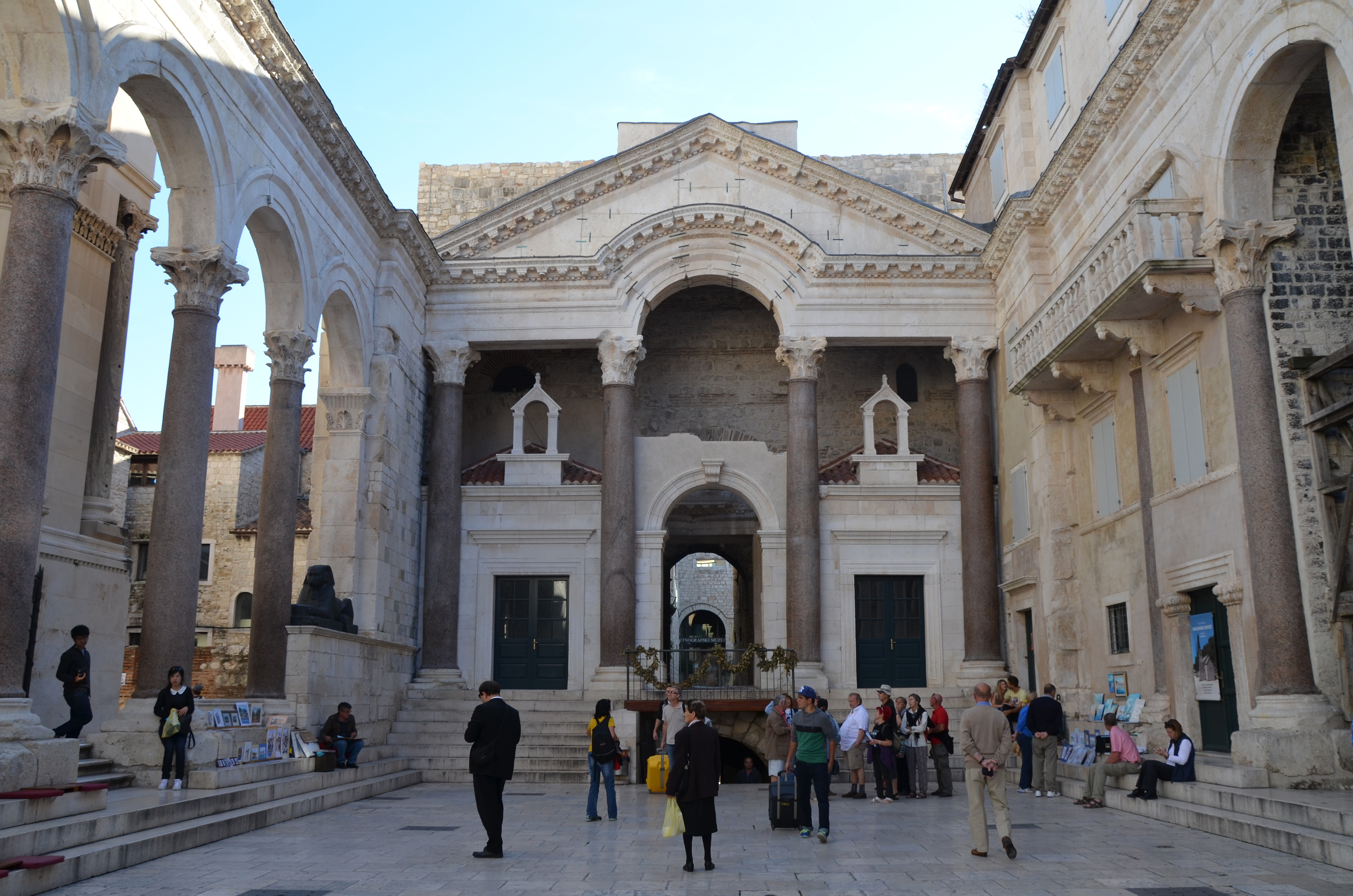
O peristilo do Palácio de Diocleciano

O cardo é prolongado a sul do cruzamento com o decúmano por um pátio oblongo pavimentado, orlado por arcadas, medindo 27 m de comprimento por 13,50 m de largura: durante muito tempo conhecido com o nome de "Pátio da Catedral", ganhou-se o hábito, no século XX, de designá-lo sob o nome de Peristilo, em referência às duas colunatas que o delimitam. Com uma altura de 5,25 m, doze das colunas são em granito vermelho do Egito e as outras são em mármore — talvez em cipolino de Eubeia. Muitas delas tiveram que ser cercadas por aros de bronze desde há muito tempo porque apresentam rachas provocadas pelo peso da arquitrave e dos arcos. Mais que um monumento em si mesmo, o Peristilo é constituído, na realidade, pelas fachadas de três monumentos que o rodeiam: o vestíbulo monumental dos apartamentos privados a sul, o pórtico do Mausoléu a leste e a fachada do têmeno do Templo de Júpiter a oeste.
Originalmente, o espaço entre as colunas das arcadas laterais estava fechado por uma balaustrada feita de painéis perfurados (transennas), com 2,40 m de altura: uma das transennas ainda era visível na época de Adam. O espaço entre as colunas que marca a entrada do Mausoléu e do têmeno é ligeiramente mais importante, enquanto que as três arcadas mais a sul são um pouco mais altas, quase tocando a arquitrave.
O lado sul do Peristilo corresponde ao portal tetrastilo dos apartamentos privados: quatro colunas de granito vermelho encimadas por capitéis coríntios suportam um frontão e uma arquitrave cuja parte central, por cima da porta, forma um arco. Por sua vez, o frontão é encimado por um plinto com 4,26 m de largura que devia acolher um grupo estatuário — talvez uma quadriga. O acesso ao pórtico a partir do pátio faz-se por dois lances de escadas que levam às coberturas laterais, enquanto que o espaço entre colunas central estava barrado por uma transenna, dando-lhe a forma dum tribunal. Deste modo, não estava precedido por uma escadaria ascendente mas, ao contrário, por uma escadaria que descia para uma porta abobadada que dava acesso ao nível inferior do vestíbulo e, a partir daí, à Porta Sul.
Durante o Renascimento, foram acrescentadas duas pequenas capelas nos espaços entre colunas laterais do pórtico.
O nível do pátio pavimentado era, originalmente, inferior ao dos monumentos vizinhos: estava, deste modo, rodeado por três degraus nos lados norte, leste e oeste. Tomado no seu conjunto, o Peristilo apresenta-se, portanto, um pouco como um templo clássico que foi integralmente rodeado.

### O mausoléu

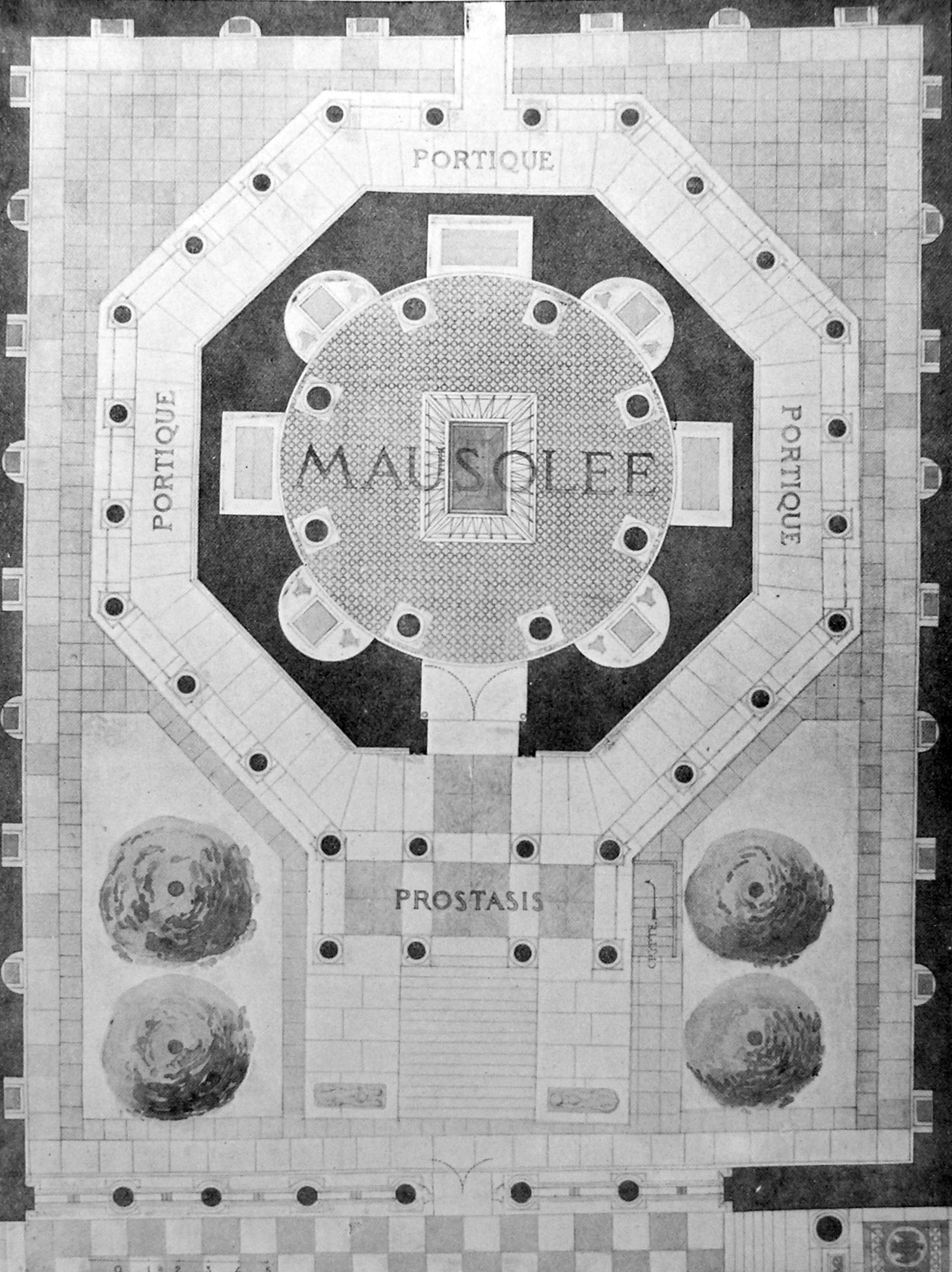
Planta do Mausoléu

O Mausoléu ocupa o ângulo sudeste do palácio, uma zona rectangular delimitada de 32 m de largura por 39 m de comprimento, cuja fachada é a arcada leste do peristilo. Os três outros lados do recinto têm paredes planas, da mesma altura da arcada, comportando no paramento interior nichos de forma, alternadamente, semi-circular e quadrada, onde deviam estar instaladas estátuas. O espaço central deste têmeno é ocupado pelo Mausoléu octogonal de Diocleciano, o monumento mais bem preservado do palácio, em grande parte graças à sua transformação posterior em igreja e ao seu restauro entre 1880 e 1885.
O Mausoléu é um octágono de 7,60 m de lado cujos muros, de 2,75 m de espessura, repousam sobre um pódio mais largo, com 3,70 m de altura. O pódio, igualmente octogonal, abriga uma cripta abobadada de 13m de diâmetro e prolonga-se para oeste cerca de 9m para suportar o pórtico de entrada. É no lado sul desta extensão que se encontra a abertura estreita (cerca de 1m) duma passagem que permite aceder à cripta pelo lado oeste. Esta cripta, que era iluminada e arejada por três frestas situadas perto do cimo do pódio, provavelmente não tinha funções formais e não podia ser o lugar de repouso do sarcófago de Diocleciano. O interior não foi decorado e encontrava-se em parte obstruído por oito contrafortes projectados para a frente das paredes em direcção ao centro. A existência dum poço, cuja data não é certa, deixa pensar que este espaço estava disponível, embora a sua função não esteja definida.

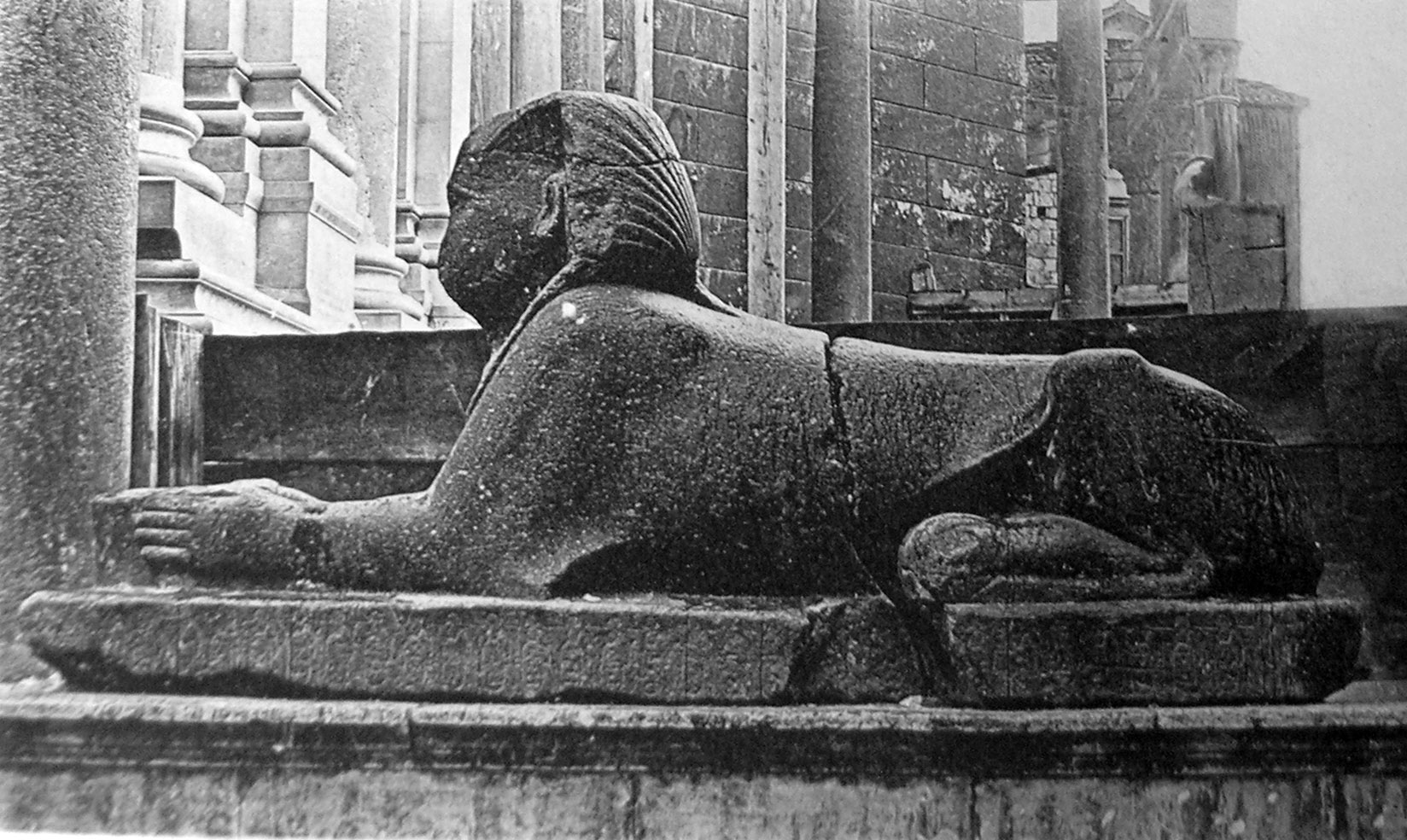
Esfinge de Ramessés II/Tutemés III

O espaço interior do têmeno, em torno do Mausoléu, poderia estar pavimentado ou ajardinado. A entrada do Mausoléu propriamente dita, no lado oeste, assinala-se por um alizar contínuo, ricamente decorado com uma folhagem de vinha salpicada com cabeças de animais. Duas consolas suportam uma coroação em friso. Quase todo o pórtico de entrada de origem desapareceu devido à construção do campanário entre o século XIII e o XVII: não se conservam nas suas fundações mais que os vestígios das oito colunas do pórtico, que se deviam parecer com uma versão mais pequena do pórtico do Vestíbulo. Duas estátuas de esfinges foram colocadas dum lado e doutro da escadaria do pórtico e é possível que outras estivessem em redor do Mausoléu. A presença destas estátuas egípcias que possuem uma forte conotação funerária, como guardiões dos túmulos, é um elemento que reforça a identificação do octágono com o Mausoléu de Diocleciano. Uma das esfinges é em basalto negro e mede 2,46 m de comprimento por 0,65 metro de largura e 1 metro de altura. Os seus dois membros anteriores têm uma aparência mais humana que animal e deviam segurar um vaso para as oferendas. No plinto da estátua corre um friso gravado com guerreiros barbudos e imberbes, portadores de escudos estão inscritos os nomes de cidades da Palestina: pode tratar-se duma inscrição datada do reinado de Ramessés II (1 279−1 213 a.C.) ajustada a uma estátua que remonta à época do faraó Tutemés III (1 504−1 450 a.C.). Uma segunda esfinge, originalmente colocada em frente da primeira, foi esculpida em granito de Assuão: é mais pequena, com um comprimento de 1,51 m por uma largura de 0,45 m e uma altura de 1,44 m — fora a cabeça, que está partida. Apresenta uma inscrição que data do reinado de Amenófis III (1 386−1 349 a.C.). A cabeça partida duma outra esfinge, desta vez em granito rosa, foi descoberta reutilizada numa casa: poderá pertencer a uma outra estátua colocada em torno do Mausoléu. Por fim, uma outra cabeça de esfinge, descoberta no ano de 1908 em Solin, poderá provir duma estátua colocada em Split.

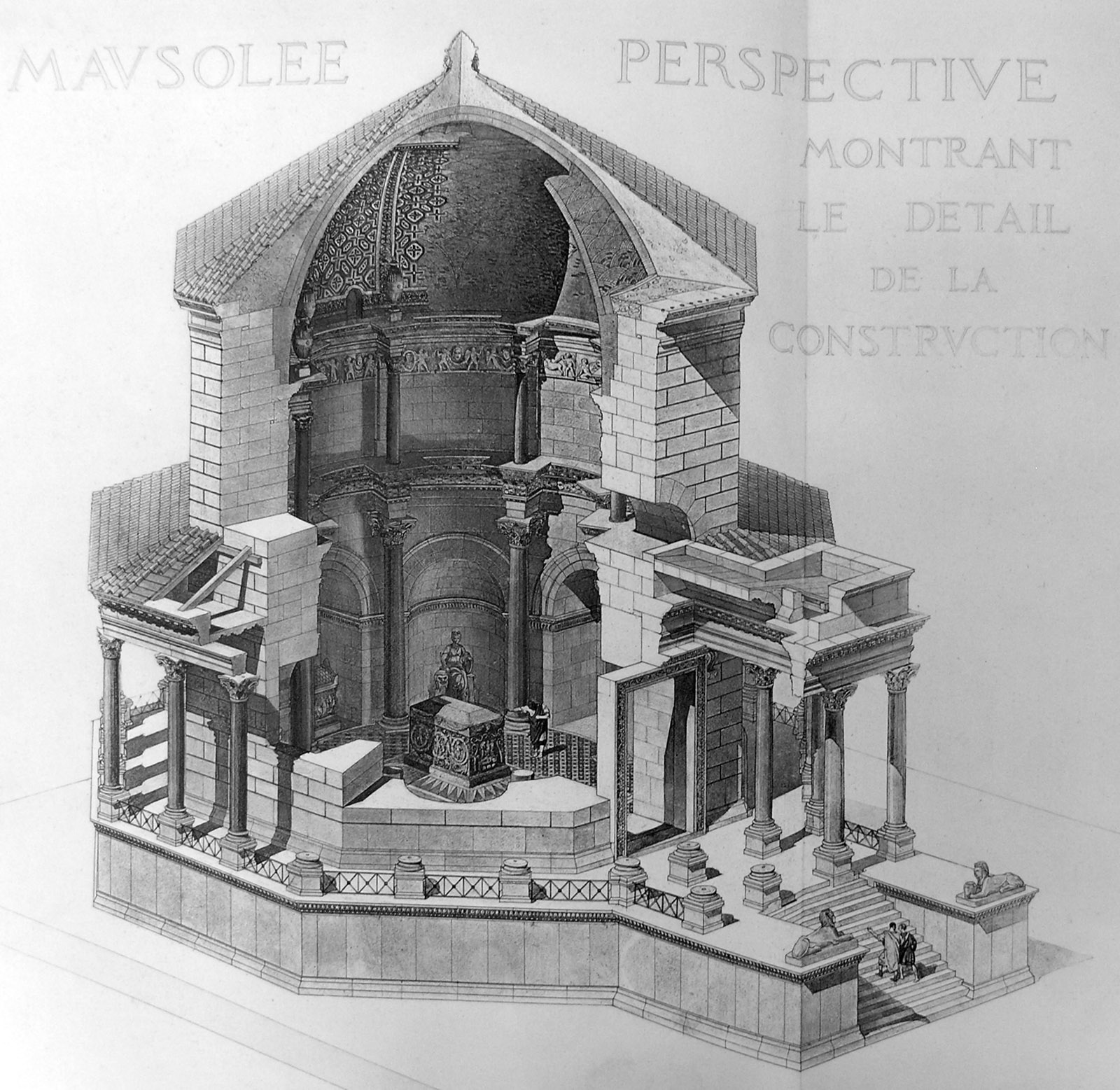
Reconstituição axonométrica do Mausoléu por E. Hébrard

A câmara circular do Mausoléu tem um diâmetro de 13,35 m por uma altura máxima de 21,50 m ao centro. Ao nível do solo, os lados estão ocupados, em alternância, por quatro nichos semi-circulares e quatro nichos rectangulares — dos quais um corresponde à entrada do lado oeste. Entre os nichos, a uma distância de 0,56 m da parede, encontram-se oito colunas de granito vermelho de Assuão, encimadas por capitéis coríntios, e uma arquitrave convergente, que dão a esta grande ordem uma altura total de 9,0m. Por seu lado, esta é encimada, sem base, por uma pequena ordem contendo oito colunas, quatro de pórfiro e quatro de granito egípcio cinzento — quatro capitéis compósitos e quatro capitéis neo-coríntios, e uma segunda arquitrave convergente, para uma altura de 4,85 m. As duas ordens combinadas atingem uma altura, na base da cúpula, de 13,91 m. As colunas não têm funções arquitectónicas, mas são puramente decorativas, tendo sido acrescentadas próximo do conclusão da estrutura do Mausoléu.
A cúpula hemisférica eleva-se a uma altura de 1,25 m acima da cornija superior. É feita de tijolos produzidos localmente, contendo o timbre DALMATI. A alvenaria da abóbada apresenta um duplo sistema, com uma construção em trompilhões estratificados para a parte inferior (que dá ao paramento um motivo semelhante a uma plumagem), e uma construção em fatias cónicas para a parte superior. Esta cúpula não está perfurada por um óculo, contrariamente, por exemplo, à cúpula do Panteão de Roma. A maçonaria estava, provavelmente, escondida por um revestimento de mosaico. A cúpula estava coberta por um tecto de telhas de oito lados, encimado por uma pinha repousando em quatro figuras animais.

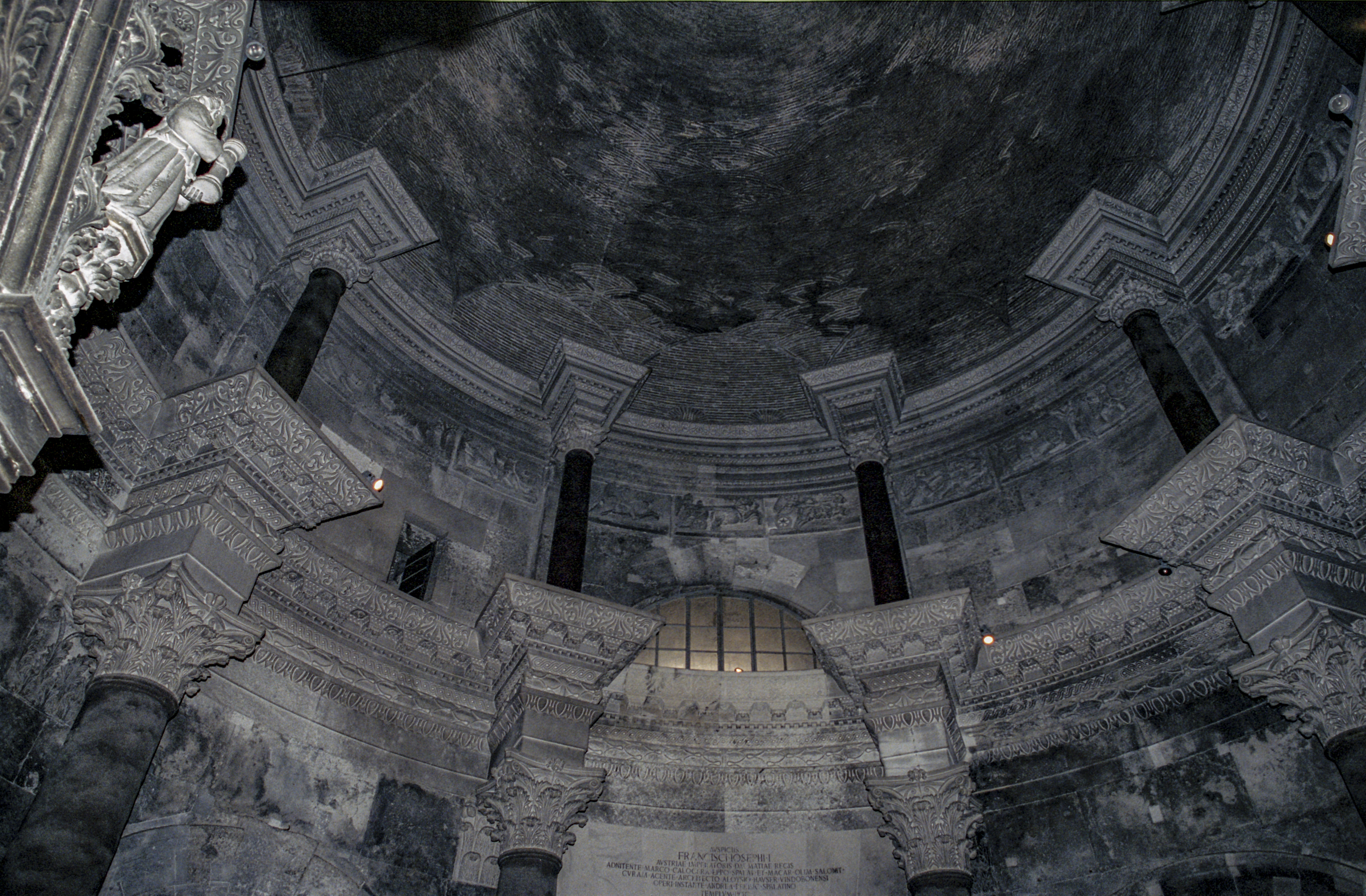
Vista interior da cúpula do Mausoléu: de notar os trompilhões de tijolo e o friso com cenas de caça

O solo da câmara estava pavimentado, originalmente, com mármore preto e branco. A disposição das instalações funerárias de Diocleciano e da sua família neste espaço não é conhecida. O historiador Amiano Marcelino relata o furto dum manto de púrpura que se encontrava neste túmulo em 356. Além disso, o sarcófago de Diocleciano era, provavelmente, em pórfiro, como é o caso daqueles da dinastia constantiniana: fragmentos de pórfiro conservados no museu arqueológico de Split poderão ter vindo dali.
A outra única decoração original sobrevivente é um friso esculpido por trás dos capitéis da ordem superior: trata-se de cenas de caça, com três Erotes, guirlandas e máscaras. Os Erotes usam coroas, nas quais estão esculpidas três faces que lembram a decoração de certos sarcófagos romanos. Por cima do nicho, fazendo frente à entrada, encontram-se duas imagens clipeadas (imagines clipeatae), uma de homem e outra de mulher, respectivamente identificadas com Diocleciano e a sua esposa, Prisca (executada em 313 em Salonica por ordem de Maximino Daia). Esta última identificação foi posta em causa porque Prisca nunca recebeu a dignidade de Augusta nem foi oficialmente reconhecida como imperatriz. Por outro lado, o retrato feminino está dotado duma coroa em forma de torre com ameias que não pertence ao tipo de retrato feminino imperial, mas ao de Tique, utilizado para personificações (de cidade, de província ou de virtude) na Antiguidade Tardia: esta Tique, em particular, será então a de Split e a sua associação ao retrato de Diocleciano daria a este último um valor de fundador da cidade.

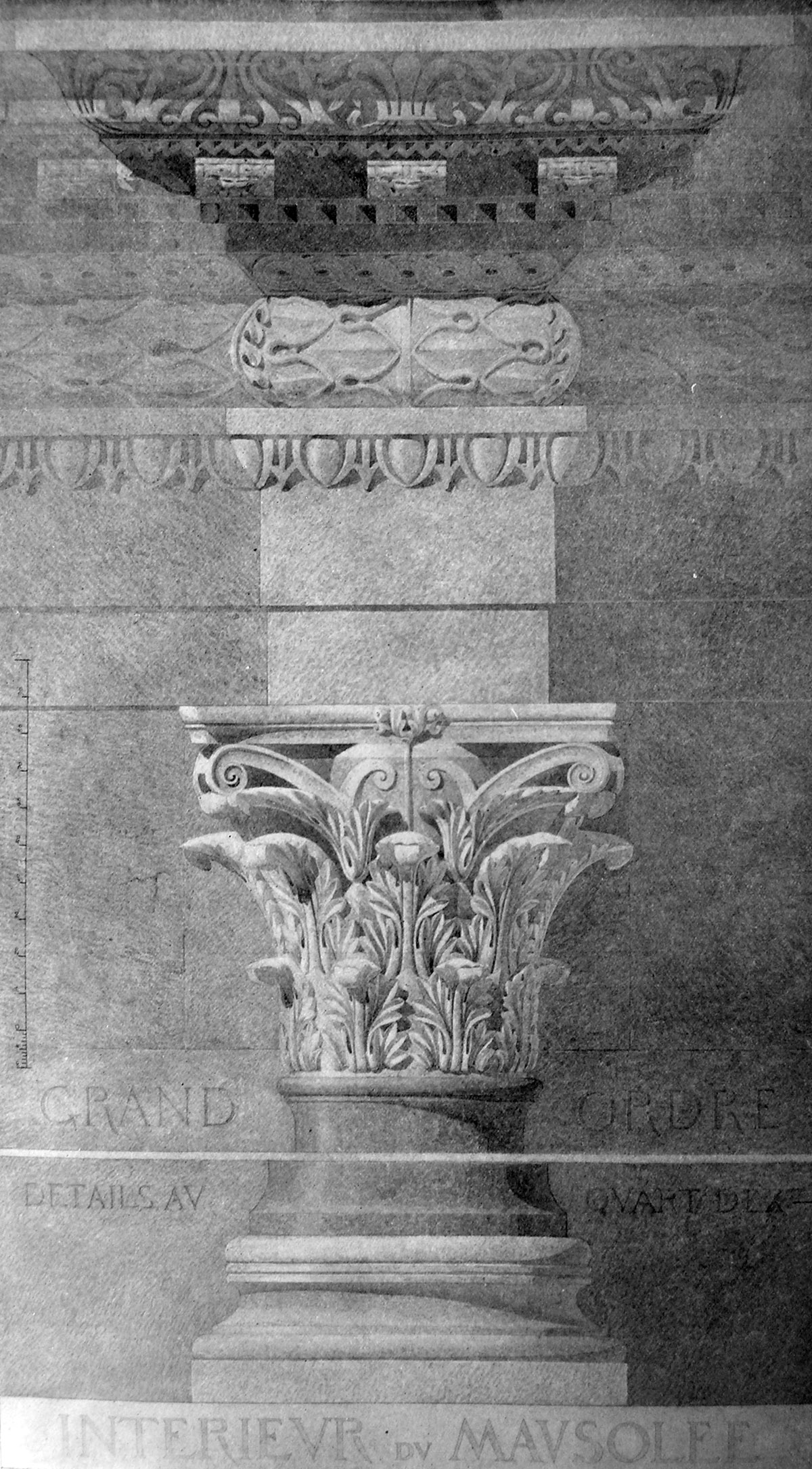
Capitel da grande ordem arquitectónica do Mausoléu

Esta segunda hipótese assenta em grande parte na aproximação destes relevos com um par de imagens clipeadas de aparência semelhante que figuram nos tímpanos do Pequeno arco de Galério no palácio desse imperador em Salonica: um dos retratos é o de Galério e o segundo o duma Tique, muito provavelmente a cidade de Salonica. Um estudo recente levou, no entanto, à reconsideração desta comparação, uma vez que sinais nitidamente visíveis de recuperação no arco mostram que a Tique é uma modificação posterior do retrato feminino original que fazia contraponto ao de Galério e que podia bem ter sido o de sua esposa, Galéria Valéria, a filha de Diocleciano e Prisca, executada com a sua mãe em Salonica em 313. A representação da Tique de Salonica não pertence, portanto, ao motivo inicial, sendo antes o resultado duma damnatio memoriae. Não está excluído que se tenha passado o mesmo em Split, mas falta fazer o estudo do retrato feminino nesta óptica.
Um terceiro retrato presente no mausoléu de Split corresponde a Hermes Psicôpompe, segundo uma temática funerária esperada neste contexto.

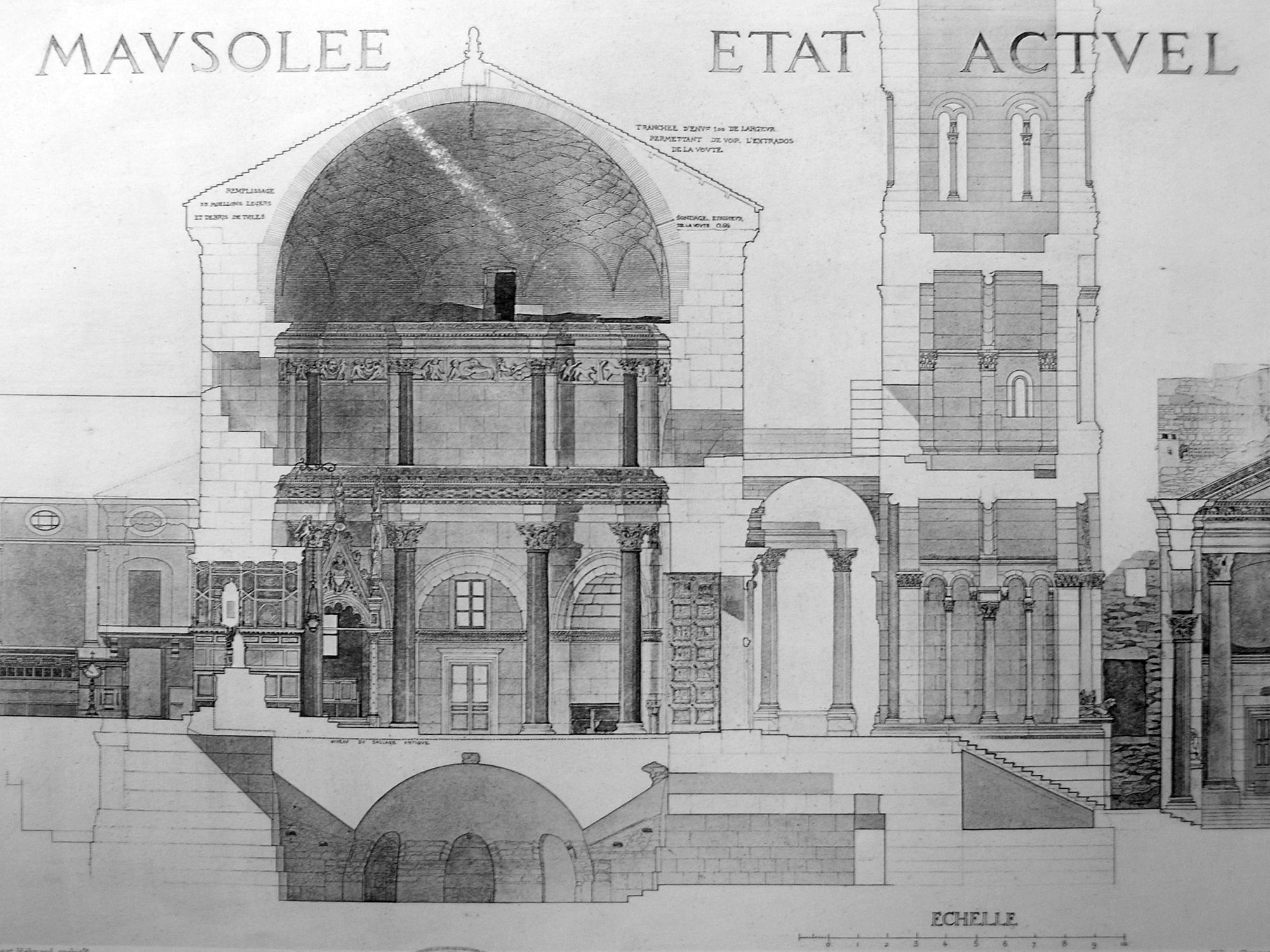
Corte do Mausoléu tal como aparecia em 1912

O Mausoléu está rodeado por um pórtico de 24 colunas reutilizadas, de materiais diversos, que suportam capitéis coríntios e é coberto por um telhado com telhas apoiadas numa arquitrave na fachada exterior do mausoléu.
O Mausoléu de Diocleciano é comparável a outros monumentos contemporâneos como o Mausoléu de Galério em Salonica (na realidade, sem dúvida, um templo dos Cabiros) e, sobretudo, o Mausoléu de Magêncio na Via Ápia, em Roma. A analogia do monumento com a Rotunda de Galério em Salonica também levou N. Duval a lançar dúvidas sobre a função exacta do octágono de Split: a demonstração de que a Rotunda não poderia ser o mausoléu de Galério, depois que este foi encontrado sem contestação possível em Gamzigrad, pode pôr em causa a identificação tradicional do mausoléu de Split. Em certas tradições medievais, o octágono não era mais que um dos templos do palácio e a sepultura de Diocleciano encontrar-se-ia noutro lugar. O próprio exemplo de Gamzigrad, onde o mausoléu está numa colina de Magura, no exterior do recinto palaciano, convida a pôr em causa a ligação entre o palácio e o mausoléu. Mesmo o monumento, na aparência mais bem conhecida do complexo palaciano, não é identificado com uma certeza absoluta. Em todo o caso, é um dos monumentos mais bem preservados da Antiguidade Tardia.

### O templo
O ângulo sudoeste do palácio era ocupado por um outro têmeno, duma largura equivalente à do Mausoléu, mas mais longo (44m). Compreendia um pequeno templo clássico e duas estruturas circulares, nos cantos nordeste e sudeste, talvez correspondentes a altares. Destes dois últimos edifícios apenas foi conservado o estado das fundações e a sua função não pode ser identificada com certeza.
O templo é um edifício tetrastilo prostilo (ou seja, uma fachada com quatro colunas numa linha única) coríntio, a entrada virada para o Peristilo, construído sobre um pódio de 21 m de comprimento por 9,30 m de largura e 2,50 m de altura. Não resta nada do pronau e, portanto, da fachada, mas o resto do templo está muito bem conservado. As paredes exteriores da cela, com 11,40 m de comprimento, apresentam um aparelho bem ajustado e são decoradas nos cantos por pilastras com o seu capitel. A porta, com 2,50 m de largura e 6m de altura, tem um alizar ricamente esculpido: no meio da folhagem, crianças colhem uvas enquanto pássaros voam em volta. Duas consolas com volutas suportam uma cornija coríntia com dez modilhões: os espaços entre os modilhões estão ocupados por cabeças esculpidas representando dois tritões, Hélio, Héracles, Apolo, uma cabeça humana não identificada, duas Victórias aladas e uma águia. Nenhum dos elementos deste programa iconográfico pode ser directamente ligado à ideologia tetrárquica.
A câmara do templo é coberta por uma abóbada de berço, constituída por três fileiras de lajes cuidadosamente ajustadas e esculpidas para formar um tecto com caixotões: a decoração esculpida com cabeças humanas e rosetas é bastante comparável à do templo de Vénus em Roma, construído sob o reinado de Adriano próximo do Fórum Romano. Imediatamente sob a abóbada corre uma cornija coríntia cujos medalhões são decorados por raios.
A estátua de culto que a cela continha é, provavelmente, aquela que foi levada para Veneza no final do século XIV: supõe-se, a partir da ascendência divina que Diocleciano se quis dar, que se tratava duma estátua de Júpiter, ao qual estaria dedicado o templo. A presença da águia juviana e do servidor heroico de Júpiter que é Héracles entre as figuras esculpidas da cornija exterior, mas também a dos raios na cornija interior condizem bem com esta hipótese.
Como acontece com o Mausoléu, o pódio do templo também comporta uma cripta, à qual se acede por uma estreita passagem na retaguarda. A sua função é desconhecida.

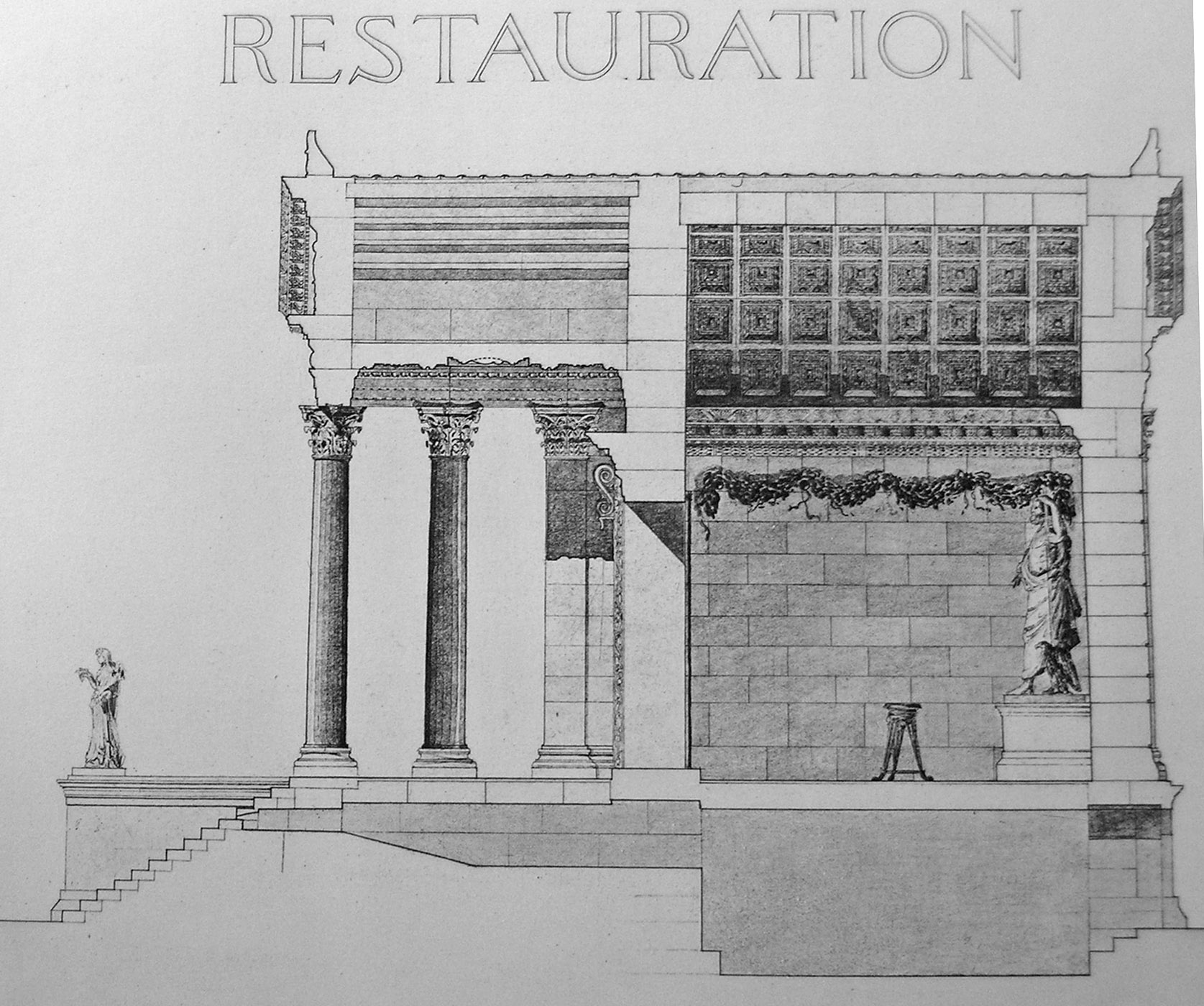
Reconstituição do templo por E. Hébrard
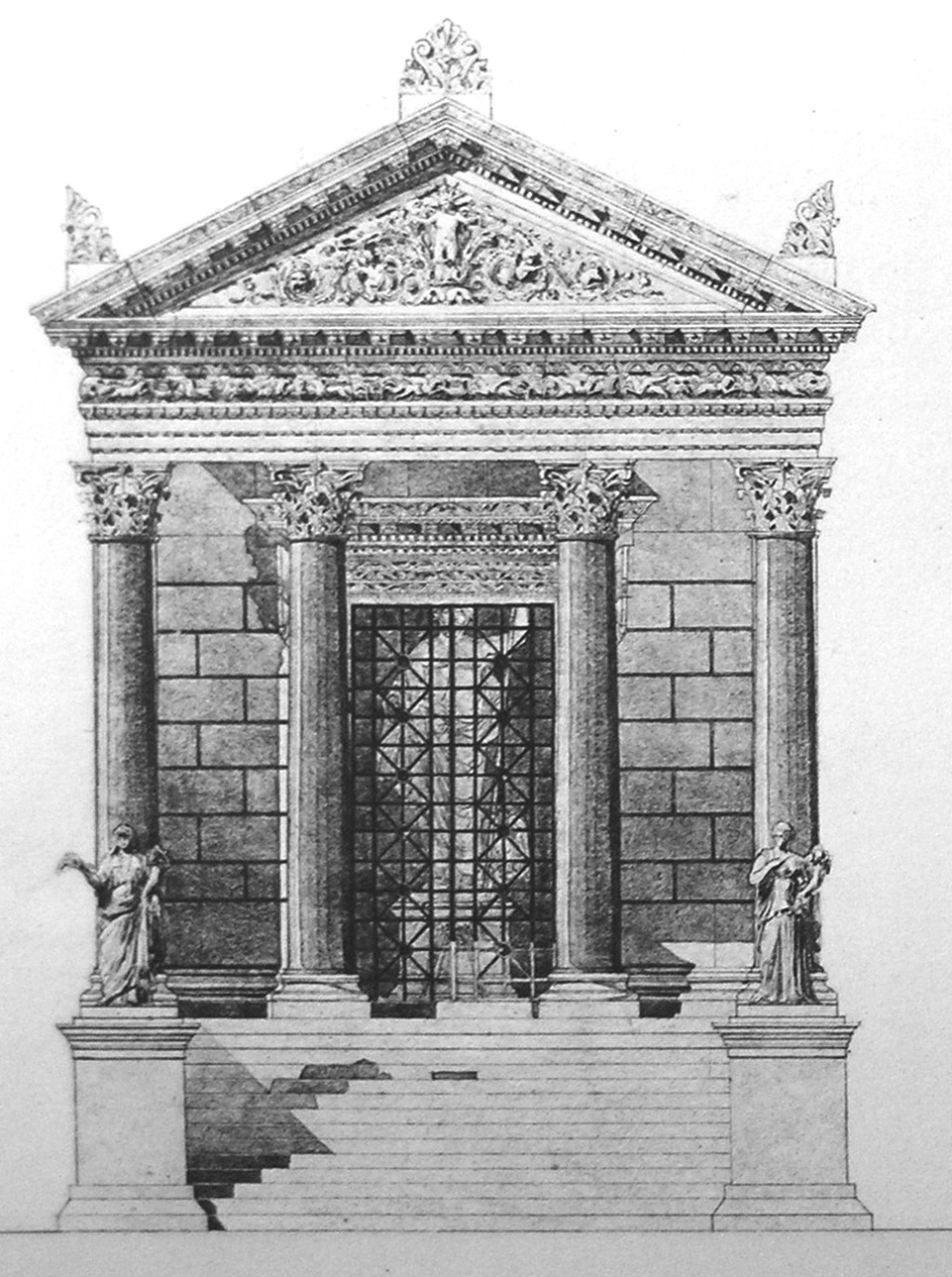
Fachada do templo, por E. Hébrard
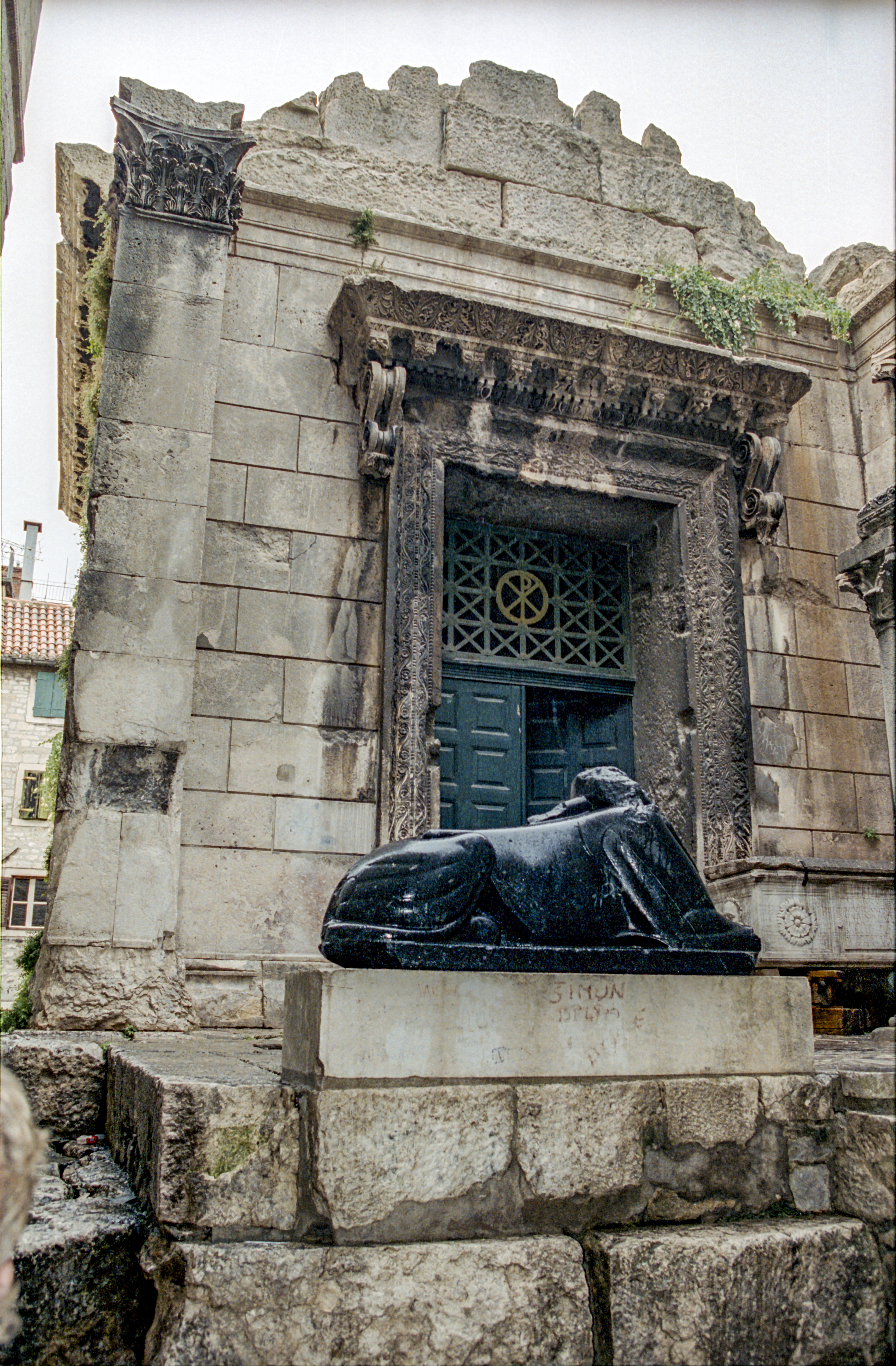
Aspecto actual do templo

### O Vestíbulo
Por trás do pórtico monumental de entrada, constituindo o lado sul do Peristilo, encontra-se o Vestíbulo, uma grande câmara circular rotunda de 12 m de diâmetro e 17 m de altura. As suas paredes não apresentam um aparelho revestido mas sim alvenaria alternando camadas de pedra com outras de tijolo (opus incertum mixtum). Quatro nichos semi-circulares abrem-se dum lado e do outro das entradas norte e sul da sala, que era iluminada originalmente por pequenas janelas altas. O tecto é formado por uma abóbada que, como as paredes, devia estar recoberto por um mosaico em vidro colorido.
A rotunda do Vestíbulo está inserida num edifício quadrado, de tal forma que as paredes eram suficientemente espessas nas esquinas para permitir a instalação de escadas em espiral que conduziam aos níveis superior e inferior. O nível no subsolo do vestíbulo dispunha de acesos nos quatro lados, para as termas leste e oeste, o Peristilo e os subsolos dos apartamentos.

### As termas
A estreita banda de espaço situada entre os dois terrenos ao norte e os apartamentos privados a sul é ocupada por dois pequenos conjuntos termais, possuindo cada um as suas palestras e as suas salas de serviço. Os dois banhos só foram descobertos pelas escavações contemporâneas e permanecem mal. Foram identificadas várias salas dotadas de hipocaustos assim como um prefúrnio para os banhos oeste.
A alimentação em água destas termas e do conjunto do palácio fazia-se por um aqueduto que trazia água do rio Jadro, situado a uma distância de 9,7 km. O troço mais bem preservado desta obra, essencialmente subterrânea, compreende 28 arcos com 16,5m de altura atravessando o vale seco de Dujmovača. O débito do aqueduto está estimado em 13 metros cúbicos/s., ou seja, um milhão de metros cúbicos por dia.

### Os apartamentos privados

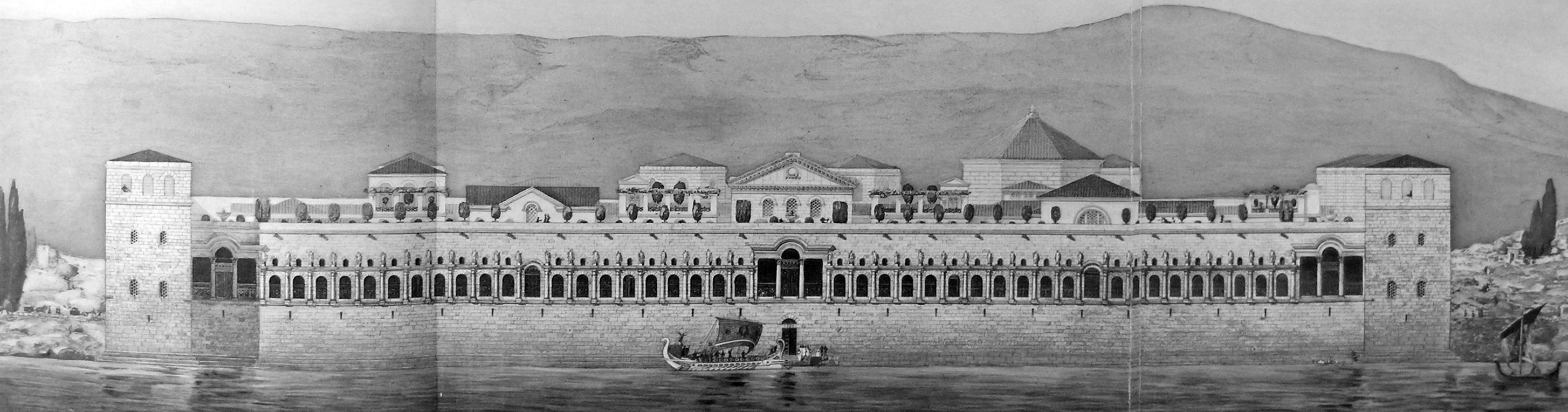
Fachada marítima do Palácio de Diocleciano, atrás da qual se encontravam os apartamentos privados (reconstituição de E. Hébrard)

A zona residencial do palácio propriamente dita corresponde a uma banda de 40m de largura imediatamente atrás da fachada sul. Estes apartamentos assentam sobre um conjunto de salas subterrâneas abobadadas com uma altura que chega a atingir 8m. A entrada principal encontra-se no prolongamento da passagem sul do Vestíbulo, com uma grande sala rectangular (31 x 12m) na continuidade arquitectónica do Peristilo. Esta sala, iluminada por janelas altas, talvez estivesse coberta por uma abóbada de berço e ligava o Vestíbulo, a norte, à longa galeria da fachada sul, o único acesso aos apartamentos privados.

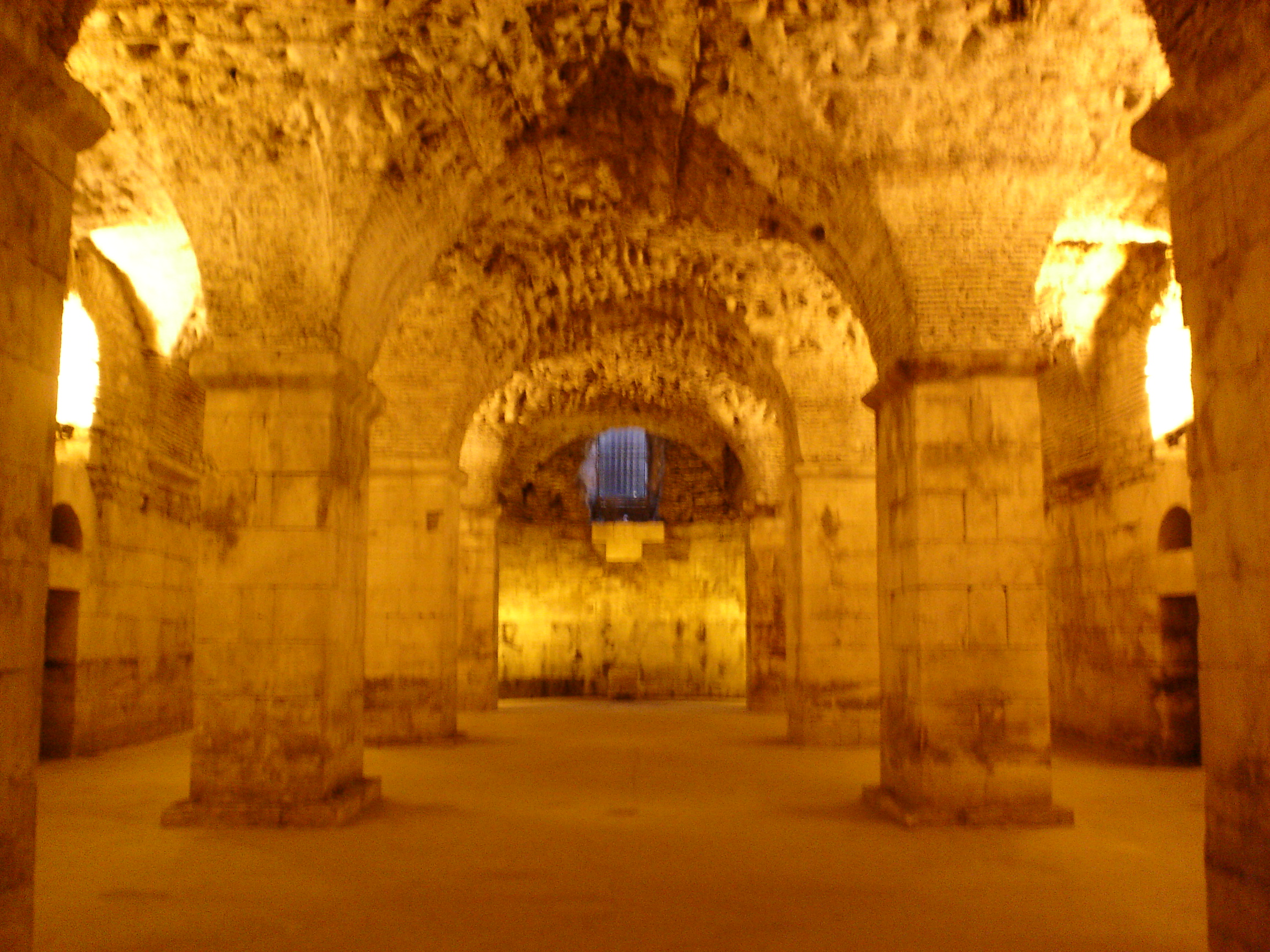
Caves abobadadas do Palácio de Diocleciano

Dois poços de luz flanqueiam o hall de entrada e separam-no de duas filas simétricas de pequenas salas rectangulares (cerca de 4,30 x 5,25 m), cobertas por abóbadas de berço e abrindo-se para um corredor abobadado no lado oposto.
Na metade leste, encontra-se um conjunto de poços de luz e de salas ordenadas em torno duma grande sala octogonal dotada de nichos, onde se reconhece a principal sala de refeições, o triclínio. O eixo norte-sul desta sala corresponde às entradas e encontra-se quase alinhada com uma das maiores aberturas da fachada sul do palácio.
A metade oeste dos apartamentos contém a maior sala, de forma rectangular (32 x 14m), terminada na extremidade norte por uma abside inscrita. As suas abóbadas de aresta assentam em seis pilares maciços dispostos em duas filas criando três alas distintas. A sala é iluminada por dois poços de luz simétricos nos lados leste e oeste. O acesso é feito por três portas situadas no lado sul. É provável que se trate da sala de audiência principal do palácio. A extremidade oeste do complexo é ocupada por um conjunto de 14 pequenas salas de formas variadas, algumas dotadas de absides, outras circulares ou cruciformes. A localização deste conjunto perto da sala de audiência e em oposição ao triclínio sugere que se tratem das partes propriamente privadas da residência.

## A interpretação do complexo: palácio imperial, fortaleza ou villa?

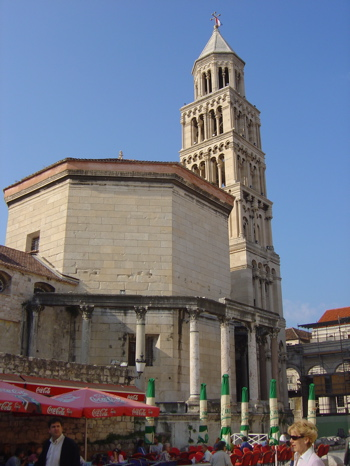
Vista exterior do mausoléu, actualmente a catedral

A denominação de "palácio" habitualmente atribuída ao complexo arquitectónico de Split pode ser enganadora: ao abdicar formalmente, Deocleciano tornou-se num simples cidadão é como tal que passa os seus últimos anos da sua vida nesta residência, que as fonte contemporâneas designam sem ambiguidade possível como uma villa. Não existem testemunhos que provem que o monumento tenha servido de palácio (em latim: palatium), ou seja, que o edifício se destinasse, ao mesmo tempo, a abrigar a residência privada imperial e a desenrolar o cerimonial áulico ampliado que caracteriza o poder imperial na Antiguidade Tardia.

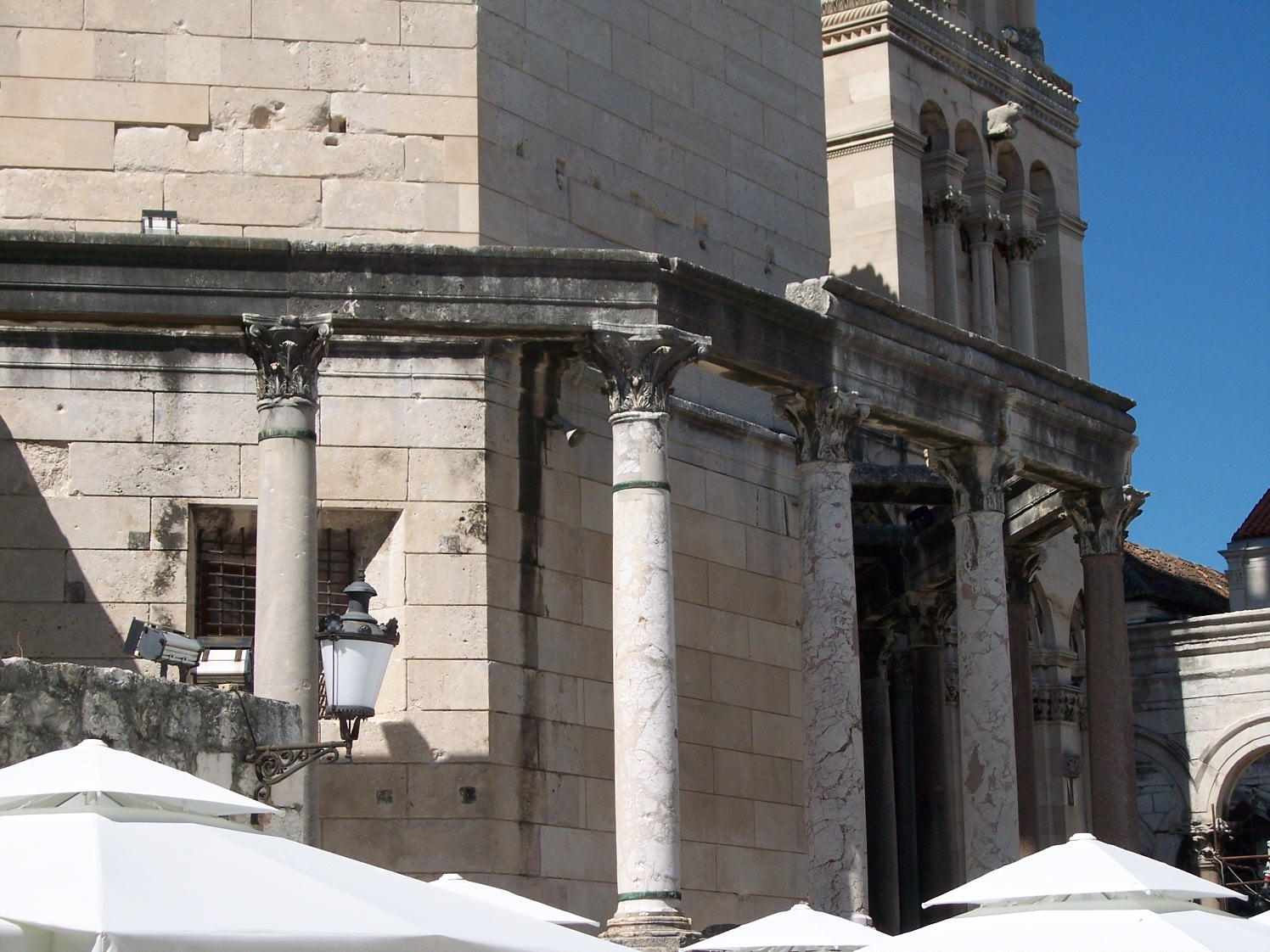
Detalhe do antigo Mausoléu

O Palácio de Diocleciano é um pálido exemplo das tendências arquitectónicas na época de Diocleciano, marcada por tendências conservadoras, como por exemplo também nas e Termas de Diocleciano em Roma, de configuração semelhante às Termas de Caracala.
A villa, como alguns outros exemplos tardo-republicanos, é construída segundo o modelo dum castro, com os muros de cinta e os torreões, mas também usa como inspiração o complexo dos palácios imperiais do Palatino.
Como tipologia de villa fortificada conhecem-se algumas derivações coevas, como a de Mogorjelo em Herzegovina. sugestões absolutistas e orientais são dadas aos ambientes de representação (sobretudo o Peristilo com as duas alas sagradas), semelhantes às do palácio imperial de Antioquia e, no século seguinte, de Constantinopla. Oriental é também a escolha de colocar ao fundo os ambientes de representação e o uso das vias colunadas. A substância e a componente ideológica, pelo contrário, são mais puramente romanas, sobretudo no aspecto militarizado e nas escolhas conservadoras da localização.
O edifício é o antecedente mais próximo dos castelos medievais, mas também dos mosteiros fortificados, com o claustro Peristilo que serve de centro. Por outro lado, põe-se a hipótese que a estrutura octogonal da catedral-mausoléu tenha, de facto, servido de modelo para a tipologia dos baptistérios.

### Split e a teoria do palácio imperial

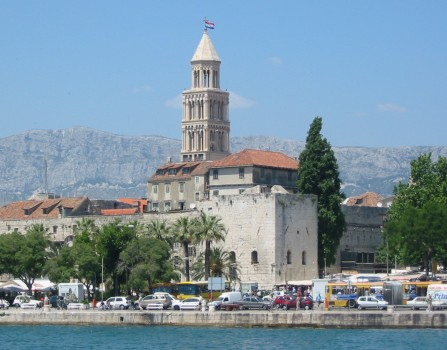
O Palácio de Diocleciano visto do ferry proveniente de Hvar

Apesar do que atrás foi dito, os primeiros arquitectos e arqueólogos a consagrar estudos desenvolvidos de Split reconhecem-lhe prontamente características arquitectónicas que anunciam, segundo eles, a planta dos palácios imperiais antigos tardios e bizantinos: a importância das vias com colunatas, o Peristilo e o seu pórtico monumental, oE. Hébrard and J. Zeiller, Spalato, le Palais de Dioclétien, Paris, 1912.estíbulo, entre outros, lembram os vestíbulos, salas de recepção, rotundas e basílicas que se encontram efectivamente nos palácios imperiais mais tardios. O risco desta interpretação é o de um duplo anacronismo: por um lado na história do cerimonial imperial e pelo outro no desenrolar da vida de Diocleciano — este já não era imperador quando ocupou esta residência e a sua principal actividade certificada não era governar, mas sim a jardinagem — a acreditar na divisão que lhe é atribuída no encontro de Carnunto.
A arquitectura do complexo de Split tem sido comparada com outras construções contemporâneas: Diocleciano construiu um verdadeiro palácio, durante o seu reinado, em Antioquia, o qual só é conhecido pela descrição que nos deixou o orador Libânio: os apartamentos encontravam-se na extremidade duma rua, atrás dum pórtico monumental, enquanto que uma das fachadas sava para um plano de água e possuía uma colunata e loggias. O pórtico monumental do Vestíbulo no Peristilo também pode invocar a fachada em plano de fundo no Missório de Teodósio, por vezes identificado com o palácio imperial de Mediolano. Estas comparações levaram certos historiadores, como Ejnar Dyggve, a reconhecer no plano de Split um complexo cerimonial ordenado ao longo dum eixo central que conduz à sala de audiência imperial: o primeiro elemento seria o Peristilo, interpretado como uma basílica hipetral (a céu aberto), ao limiar do qual apareceria o imperador num quadro arquitectónico sublinhando a majestade da sua pessoa, o Prótiro — o pórtico do Vestíbulo — mesmo em frente da própria sala do trono — o Vestíbulo assim reinterpretado, sublinhando o simbolismo arquitectónico cósmico que constituiria a sua cúpula.

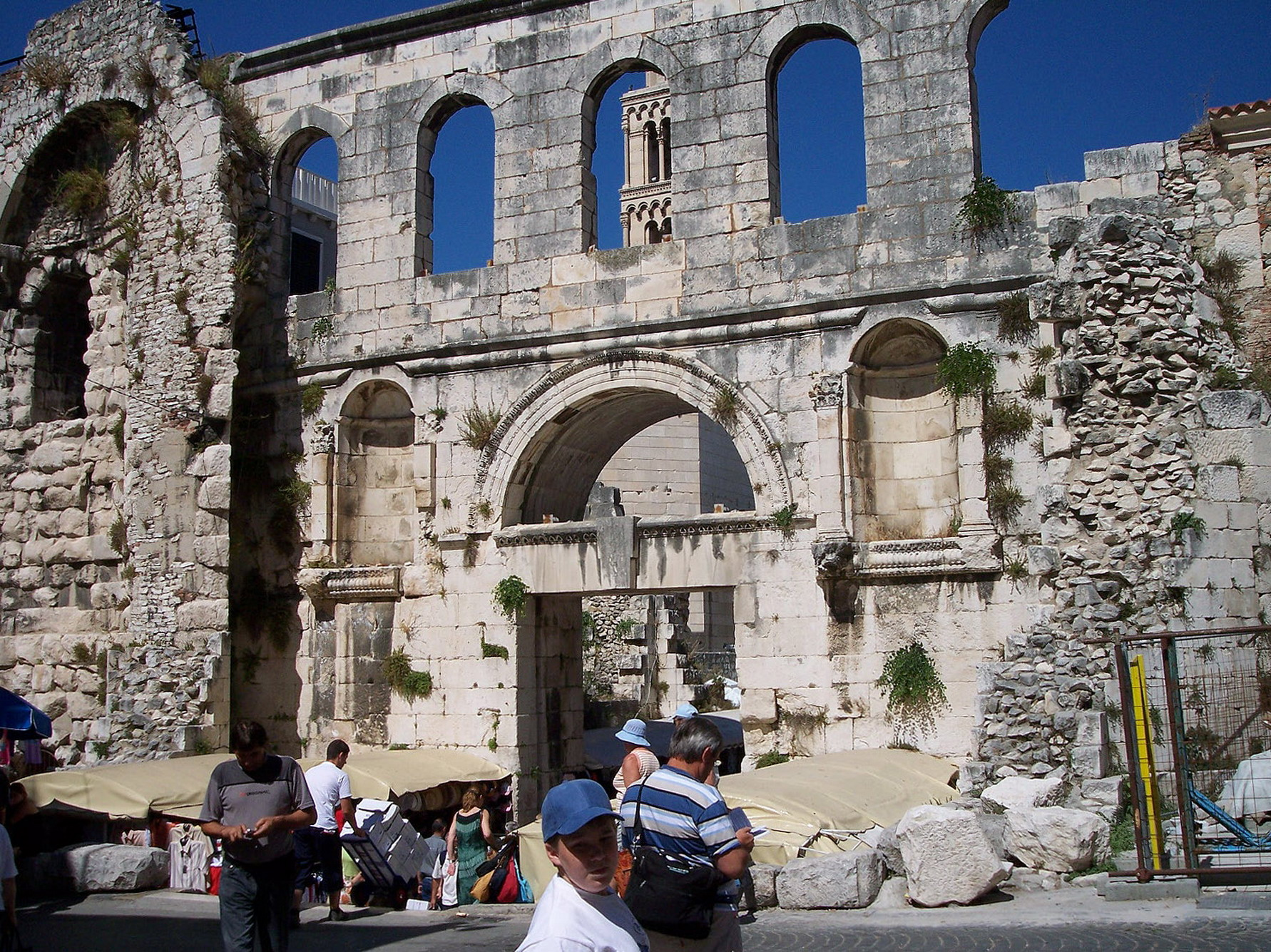
Aspecto actual da Porta Áurea

As comparações são, no entanto, enganosas. O número dos palácios imperiais tetrárquicos, ou cronologicamente próximos, suficientemente conhecidos para serem incluídos no raciocínio comparativo é muito baixo: não resta nada do palácio de governação de Diocleciano em Nicomédia, e praticamente nada dos palácios de Sírmio, Mediolano ou Augusta dos Tréveros (com excepção da basílica neste último caso). Os vestígios do Grande Palácio de Constantinopla são quase igualmente escassos e as reconstituições tentadas com base em descrições que subsistiram variam consideravelmente. A descrição de Libânio para o de Antioquia não diz nada da sua organização interna. O único exemplo bastante bem conhecido que poderá ser citado é o palácio de Galério em Salonica: mas este complexo está plenamente integrado no urbanismo da capital tetrárquica, nomeadamente através do Arco de Galério e o hipódromo, e por consequência não é absolutamente comparável com o conjunto arquitectónico de Split, construído em pleno campo.
Todos os elementos citados como característicos da arquitectura palaciana antiga tardia pode, na realidade, ser atribuída a outros modelos arquitectónicos muito mais dispersos: a fachada com pórticos não é um símbolo de autoridade mas um traço comum a quase todos os edifícios públicos; a utilização de grandes ruas com colunatas num plano octogonal encontra-se em todas as grandes cidades do oriente romano; o perímetro fortificado distingue-se dos recintos urbanos da época. Mesmo a descrição do pórtico de entrada do palácio de Antioquia não é verdadeiramente comparável ao Peristilo: no primeiro caso, trata-se, com efeito, da entrada principal do complexo palaciano a partir do exterior, enquanto no segundo caso é uma entrada interior do complexo.
O Peristilo não tem a função duma basílica, mas dum espaço de comunicação, um cruzamento de articulação entre si dos diferentes monumentos (Templo, Mausoléu) e, sobretudo, dos diferentes níveis do palácio: a escadaria que desce ao subsolo do Vestíbulo, ligando assim o Peristilo à galeria da fachada e à porta sudeste, é, a este título, o elemento arquitectónico determinante. A continuidade estrutural entre o Peristilo e os apartamentos privados existe, mas deve ser interpretada em termos de circulação e não segundo o modelo dum cerimonial processional imperial. Não deve fazer esquecer a diferença de níveis: os apartamentos privados são, assim, elevados para permanecer a um nível comparável às construções da parte norte do complexo e compensar, deste modo, o declive natural.

### Uma fortaleza?

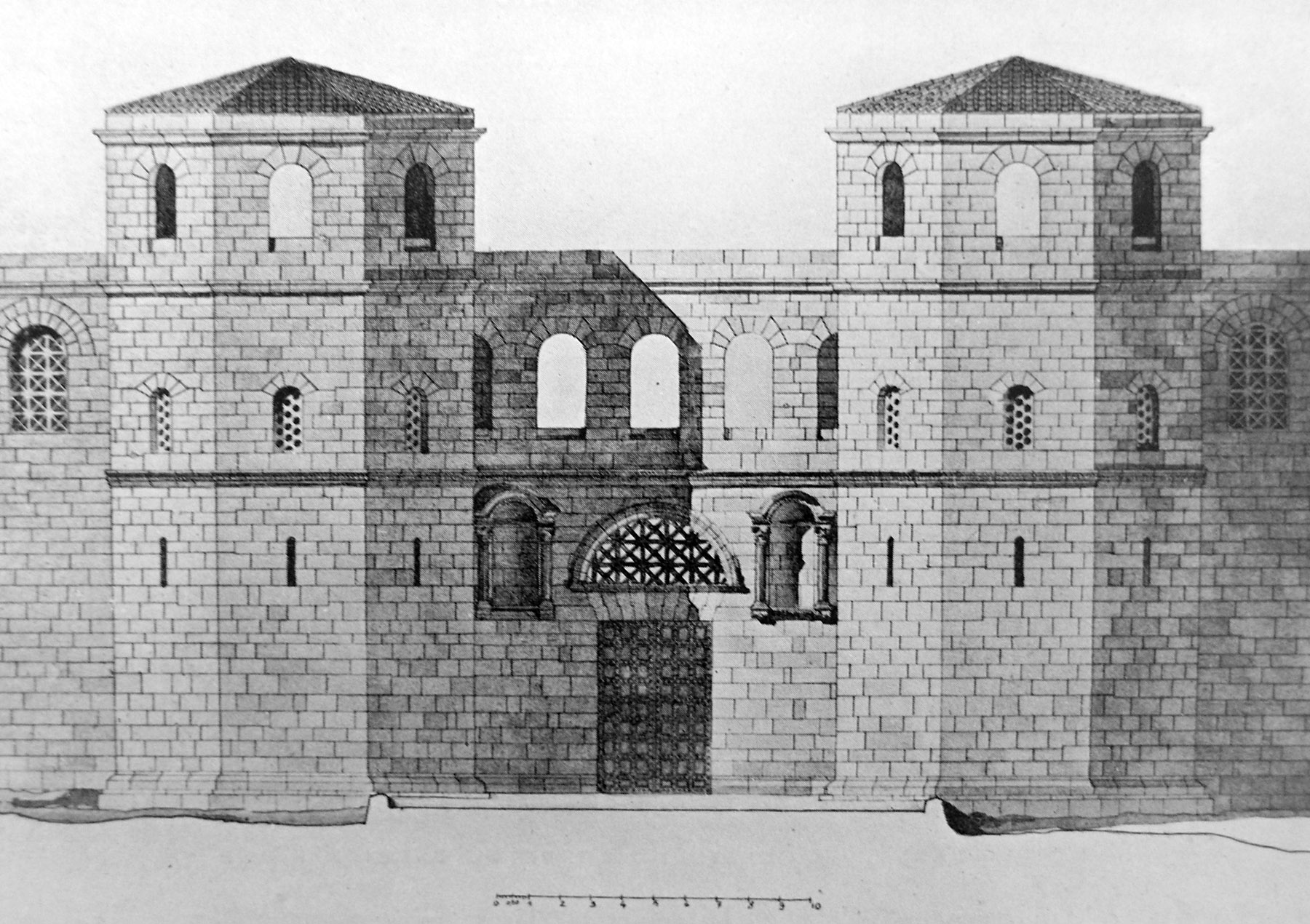
Reconstituição da Porta Férrea

Em certos aspectos, o complexo palaciano lembra a arquitectura militar da época: a própria planta do conjunto evoca a dum castro rectangular, do modelo que os Tetrarcas construíram em grande número nas fronteiras do império. A disposição das ruas é semelhante à dum campo militar romano: a via pretória (via praetoria) leva da porta norte (porta praetoria) a um cruzamento com a via principal (via principalis), a qual liga as portas leste e oeste (porta principalis dextra e porta principalis sinistra). É para lá desta junção que se encontram normalmente num forte os principia, o quartel general, flanqueado pelo pretório (praetorium), a residência do comandante da guarnição, e pelo santuário (aedes) das insígnias legionárias.

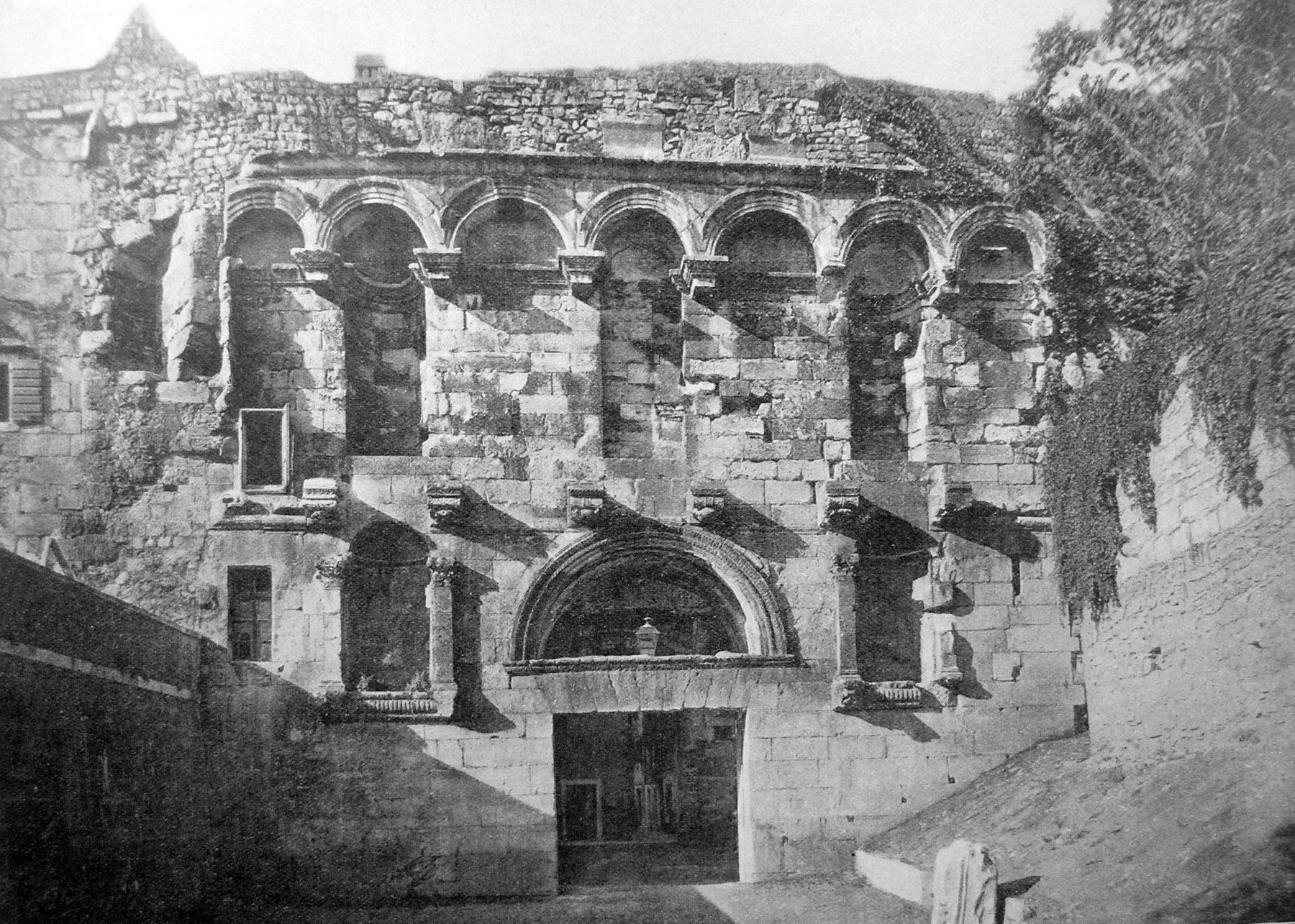
A Porta Áurea em 1910

Entre as variações deste plano conhecidas para a época, encontra-se o forte de Drobeta, na margem norte do Danúbio, onde o espaço é dividido em quatro quarteirões simétricos por duas vias centrais perpendiculares, ou então, ainda mais próximo do esquema de Split, a fortaleza de Diocleciano em Palmira: encontra-se ali a mesma organização das vias enquanto que os principia estão situados contra o lado interior, em oposição à porta principal. A comparação só é válida se reconhecermos elementos de principia nos edifícios da parte sul do Palácio de Diocleciano em Split: a esse título, o Peristilo com a sua colunata e o seu pórtico monumental com arco central pode invocar a fachada dum santuário dos príncipes (aedes principiorum) duma fortaleza legionária clássica.
Com as suas características tomadas de empréstimo, ao mesmo tempo, às arquitecturas militar, urbana e residencial rural, é de facto, para recuperar a expressão de N. Duval, o equivalente dum château moderno. O termo evoca, em francês, um complexo monumental associando uma residência de aparato e as suas dependências, uma arquitectura monumental e, muitas vezes, um recinto fortificado. No entanto, como a abdicação voluntária de Diocleciano foi um facto quase único da história imperial romana, a residência prevista para o seu refúgio permanece como um edifício sem um verdadeiro equivalente após a Tetrarquia.

### Os "palácios de retiro" e "palácios de família"

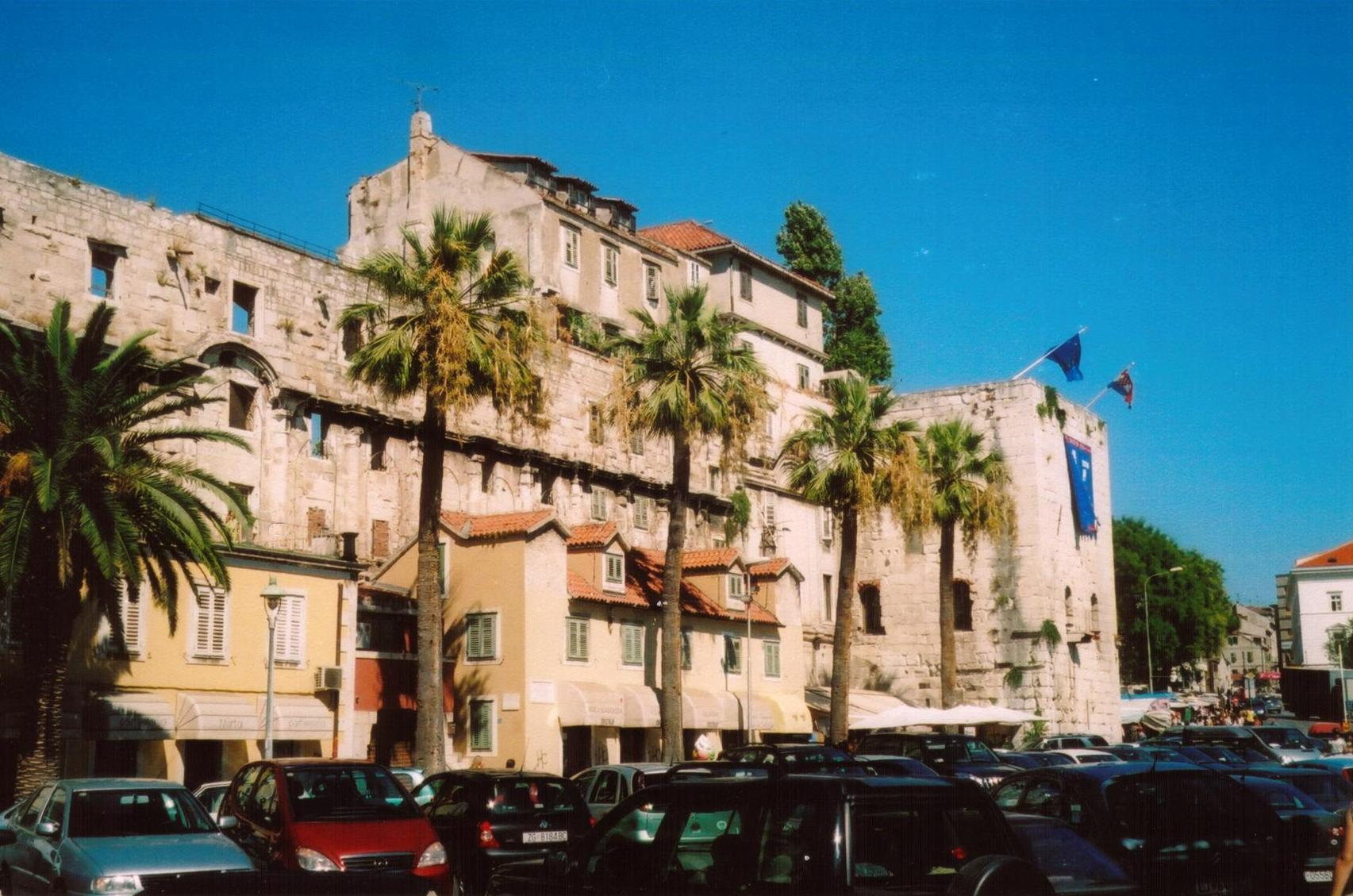
O Palácio de Diocleciano visto de sul

A descoberta na Sérvia, no final do século XX, de dois complexos fortificados, Romuliana e Šarkamen, apresentando, em graus diferentes, as mesmas características do palácio de Split, permitiu recolocá-lo num conjunto de "palácios de retiro" imperial datado da Tetrarquia. A vontade dum imperador de magnificar por construções a sua pequena pátria de origem, por mais modesta que fosse, é encontrada antes da Tetrarquia, por exemplo com a reconstrução de Filipópolis da Síria por Filipe, o Árabe. Encontra-se ainda no século VI, desta vez igualmente na Ilíria, com a efémera fundação justiniana de Justiniana Prima. A diferença no caso dos três conjuntos acima citados está na reprodução dum esquema arquitectónico bem definido ligado ao projecto político tetrárquico e ao ideal dum retiro programado no seu local de origem depois do exercício do poder durante um período finito. Encontra-se, com efeito, em Romuliana o mesmo tipo de villa fortificada que em Split, associado a um pequeno mausoléu a alguma distância, onde foram dispostos os restos do imperador Galério depois da sua cremação numa pira da qual os arqueólogos encontraram os vestígios. No caso de Šarkamen, a villa é menos bem conhecida — só foi escavado um recinto menos imponente que em Romuliana — mas também está associado a um complexo funerário, onde o material encontrado (fragmentos de estátua imperial de pórfiro, ornamentos) autoriza a situar a cremação duma imperatriz da época tetrárquica, provavelmente a mãe de Maximino Daia.
Existiam, provavelmente, outros conjuntos comparáveis ainda não encontrados ou não identificados: sabe-se que Maximiano, embora preferisse um retiro na Campânia ou na Lucânia, mandou instalar uma grande vila na Ilíria. Assim, os imperadores da Tetrarquia, todos de origem ilírica, mandaram construir grandes "palácios de retiro", ou "palácios de família", naquela região do império.

## O palácio depois de Diocleciano

### Os usos do palácio na Antiguidade Tardia

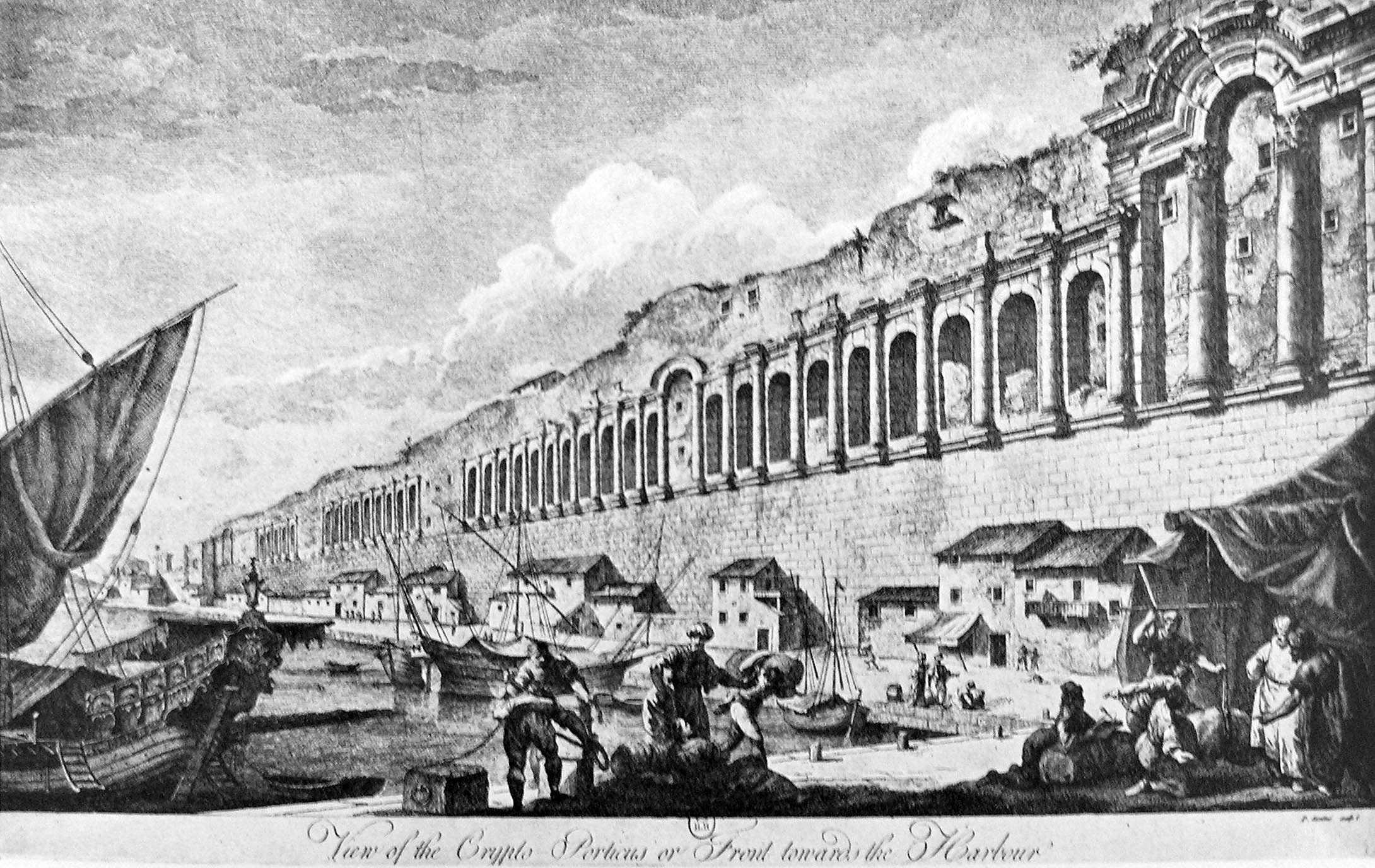
A fachada marítima do palácio vista por Adam em 1764

Não se sabe quase nada da sorte do Palácio de Diocleciano durante perto de dois séculos depois do desaparecimento do fundador da tetrarquia.
A província da Dalmácia continuou a ser administrada por um governador residente em Solin e a pertencer à diocese da Ilíria: a este título, dependeu do Império Romano do Ocidente até ao reinado de Honório (r. 395–423) inclusive, antes de passar para o controle do Império Romano do Oriente quando Valentiniano III (r. 425–455) subiu ao trono de Ravena em 425 e, por fim, cair nas mãos dos Ostrogodos em 493.
Em relação às províncias fronteiriças, directamente afectadas pelas sucessivas incursões bárbaras vindas do lado do Reno e do Danúbio, a Dalmácia parece relativamente pacífica. A região serve, mesmo, para acolher refugiados, mas também personalidades caídas em desgraça que para ali vão exiladas: a ilhota deserta de Boa (Čiovo) é o destino temporário ou definitivo do mestre dos ofícios Florêncio, em 361, do antigo procônsul de África Himécio, em 371-372, ou ainda de Joviniano, em março de 412.

#### Uma residência oficial

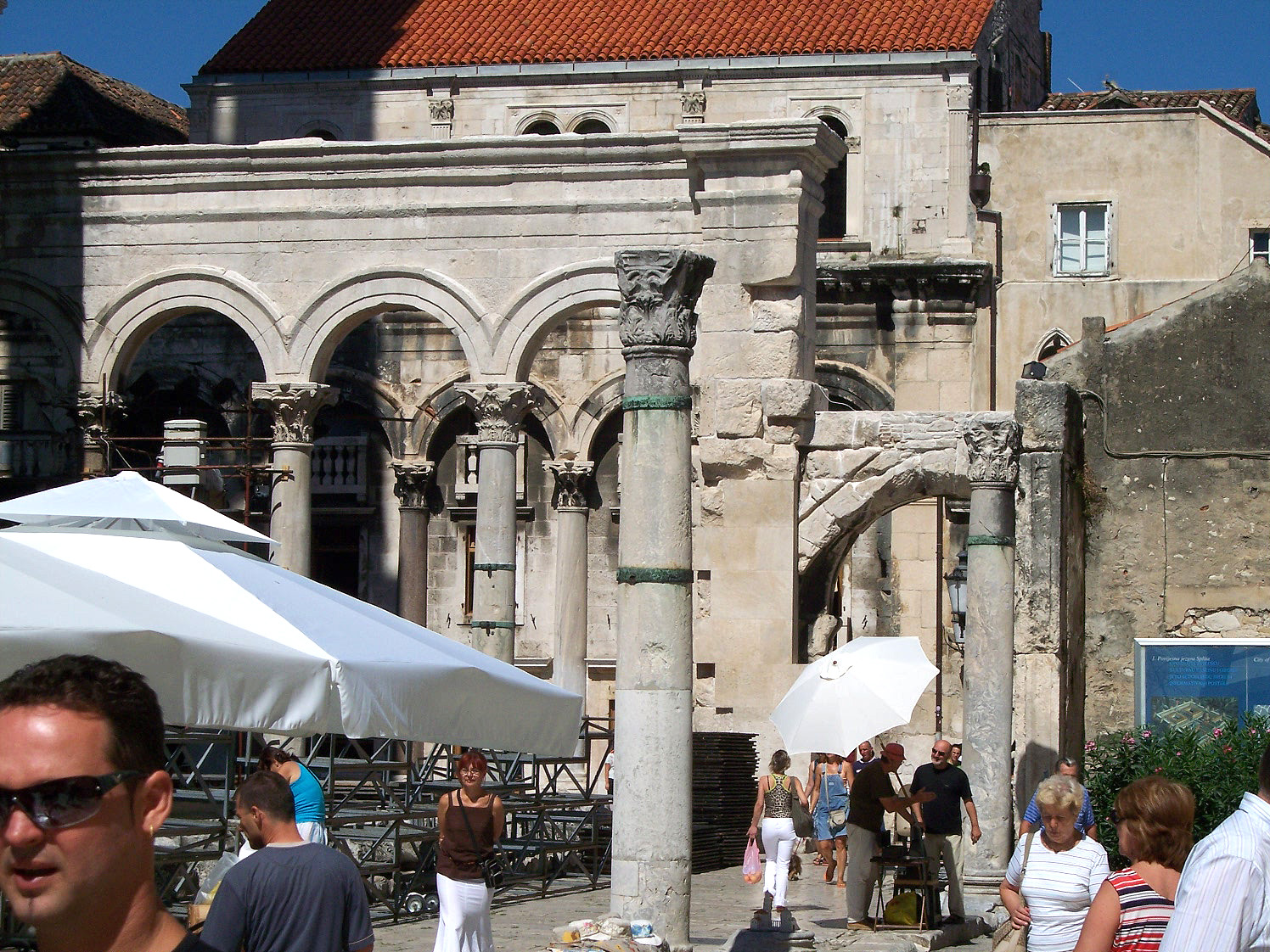
Detalhe das ruínas

Foi provavelmente na villa, ainda mantida, que Gala Placídia e o seu filho Valentiniano residiram em 425, quando estiveram algum tempo em Solin antes de ganhar Ravena. O Mausoléu de Diocleciano, de qualquer modo, permaneceu intacto, uma vez que é mencionado por Amiano Marcelino que relata uma tentativa de roubo dos robes de púrpura que ali estavam conservados, em 356-357 sob Constâncio II. No século V, Sidónio Apolinário ainda faz uma alusão ao mausoléu. Depois da morte de Aécio, o Conde da Dalmácia, Marcelino, entra em rebelião e governa a província de forma autónoma até ao seu assassinato na Sicília em 468: o palácio serviu-lhe de residência, assim como ao seu sobrinho Júlio Nepos que lhe sucede, antes de se apossar do trono de Ravena, em 474, expulsando Glicério: este último foi exilado em Solin, de onde se tornou bispo. Depois do fim do seu curto reinado, em agosto de 475, Júlio Nepos regressou a Solin, de onde se continuou a proclamar Augusto do Ocidente nas moedas que mandou cunhar, e a tentar retomar o poder em Ravena, com o apoio de Zenão. Acabou por ser assassinado no dia 9 de maio de 480 pelos seus partidários Viator e Ovida, talvez com a ajuda de Glicério, mas sua residência perto de Solin: é possível que ainda se trate do Palácio de Diocleciano.
O complexo reencontrou, sem dúvida, a sua função de residência do governador da Dalmácia sob o reinado dos Ostrogodos, antes de regressar ao controle romano, aquando da ofensiva preliminar à campanha de Itália sob Justiniano, em 537. O interior da região de Solin foi logo cercada pelas invasões dos Ávaros e dos Eslavos, que acabam por atacar as cidades da costa nas últimas décadas do século VI. O último funcionário romano registado em Solin é o procônsul Marcelino, ao qual o Papa Gregório I envia uma carta em 599. A última inscrição datada de Solin é o epitáfio da abadessa Johanna, uma refugiada de Sirmio (actual Sremska Mitrovica), falecida em 12 de maio de 612. A cidade é, então, abandonada no início do século VII, o que não é o caso do complexo de Split.

#### Uma manufactura têxtil

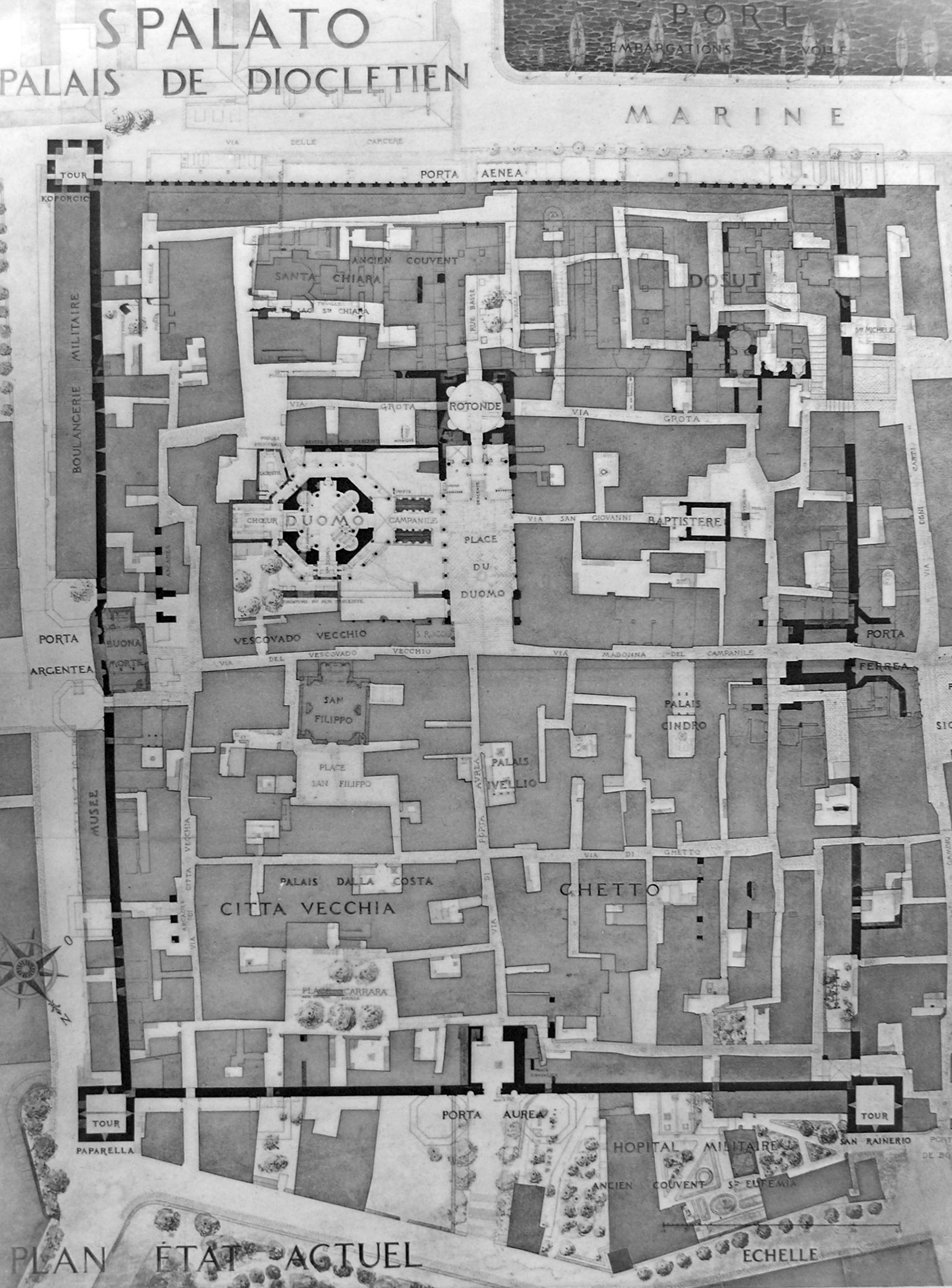
Planta dos vestígios do palácio na cidade de 1912 (Hébrard)

Uma das menções mais interessantes de Split para a Antiguidade tardia encontra-se na Notitia Dignitatum (XI), que indica a existência dum Procurador dos gineceus jovianos da Dalmácia - Espalato (Procurator gynaecii Iovensis Dalmatiae - Aspalato). Segundo esse catálogo das dignidades oficiais do Império Romano tardio, datado do final do século IV e cuja parte ocidental provavelmente não beneficiou das mesmas actualizações que a parte oriental sob Teodósio II (r. 408–450), Espalato acolhia um gineceu joviano sob a direcção dum procurador, colocado sob o controle do conde das generosidades sagradas: tratava-se duma manufactura têxtil de Estado, onde eram produzidos os tecidos necessários ao exército (uniformes) e à administração. A hipótese tradicional vê aqui uma transformação parcial do complexo palaciano de Diocleciano, numa data desconhecida mas necessariamente posterior à morte do imperador, uma vez que esta actividade artesanal parece incompatível a priori com uma residência de prestígio, principalmente devido aos odores libertados. Esta conversão terá sido, todavia, parcial pois testemunhos literários indicam que o palácio ainda acolheu hóspedes importantes até ao século VI.
Segundo uma outra hipótese mais recente, esta incompatibilidade de funções, já mal vista pelas fontes, é amplamente um preconceito contemporâneo: as actividades têxteis - a tinturaria em particular - estavam bem presentes no coração das cidades antigas, em Óstia ou Pompeia por exemplo, e, por vezes, adjacentes a ricas residências particulares. O Grande Palácio de Constantinopla comportava numerosas oficinas de artesãos trabalhando para a corte. Não seria, portanto, absurdo encontrar no seio do mesmo complexo fortificado uma residência de prestígio e uma manufactura de Estado. As duas funções poderiam estar nitidamente separadas topograficamente pelas duas ruas principais, enquanto os pórticos da fachada podiam servir igualmente para mascarar as actividades menos nobres aos olhares dos visitantes. Esta hipótese é contrariada pela falta de vestígios arqueológicos atribuíveis com certeza a uma tal actividade. A dificuldade reside no facto de nenhum dos sítios mencionados como tendo abrigado tais instalações não terem revelado os vestígios e de não se saber que tipo de edifício procurar. É preciso, portanto, recorrer a outras informações para confirmar esta hipótese.
Com base na Notitia Dignitatum, existiam, com efeito, catorze manufacturas no Império Romano tardio, instaladas em Roma, Aquileia, Mediolano, Canúsio, Bassiana, Sirmio e também Aspalato na Ilíria, em Lyon, Reims, Tréveris, Tournai e Autun na Gália, em Cartago em África, e Venta na Bretanha. A mesma fonte faz igualmente relato de nove tinturarias, entre as quais uma em Solin na Dalmácia, vizinha, portanto, do gineceu de Aspalato. A localização dessas grandes oficinas de estado parece ditada por diversos factores: a proximidade dos destinatários da sua produção, a saber, o exército espalhado pelas províncias fronteiriças, a localização dos principais centros administrativos do império e a geografia da economia agro-pastorícia, ou dito doutra forma, na proximidade dos fornecedores da matéria-prima, a lã. É em particular este último factor que pode justificar a implantação do gineceu de Aspalato e da tinturaria de Solim: a Dalmácia é uma região importante de criação de ovinos — além do mais, Delm ou Dalm significa pastor em ilírio — com uma longa tradição de tecelagem da lã.

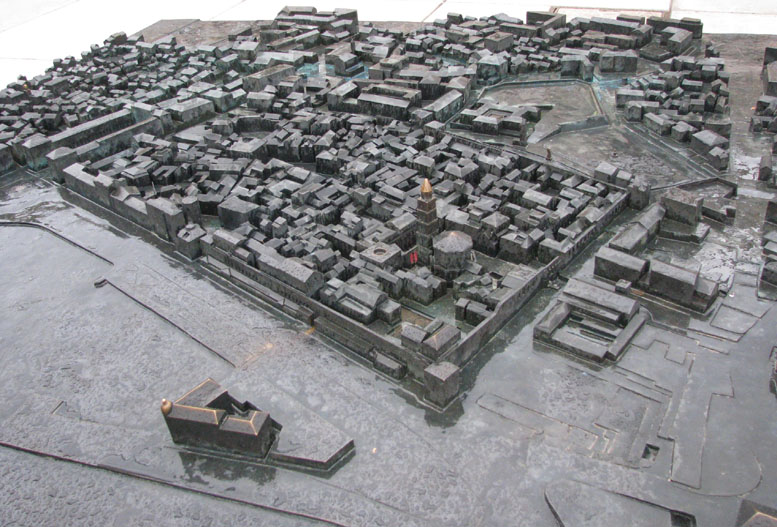
Maquete do Palácio de Diocleciano

Os gineceus são, de facto, moinhos de lã, que requeriam para o seu funcionamento duma alimentação regular e abundante em água: esta estava assegurada em Split pelo aqueduto monumental, provavelmente planeado desde a origem do palácio, e cuja capacidade de 1,1 milhões de metros cúbicos por dia parece desproporcional em relação ao tamanho do complexo. A título de comparação, o abastecimento de água contemporâneo a Split possui uma secção de dimensões comparáveis (0,75 x 1,60 m) às do aqueduto e alimentam uma população de 173 000 habitantes. O aqueduto antigo de Solin era menos importante que o de Split, embora servisse uma cidade de 50 000 habitantes. A sobrecapacidade do aqueduto de Split é ainda mais surpreendente pelo facto da única instalação grande consumidora de água atestada arqueologicamente ser o complexo termal do palácio, de tamanho muito mais modesto que as grandes termas imperiais urbanas. Provavelmente, o seu funcionamento prosseguiu até que o aqueduto foi danificado durante a guerra contra os Godos, no início do século VI, mas não é suficiente para justificar um tal fornecimento: é o funcionamento do gineceu, com os seus grandes tanques de decantação da lã, provavelmente instalados na metade norte da área fortificada, que permitem compreender o sobredimensionamento do aqueduto.
Outros testemunhos indirectos podem ser invocados a favor dum moinho de lã em Split, remontando, talvez, à época de Diocleciano. O qualificativo de Joviensis atribuído exclusivamente ao gineceu de Aspalato na Notitia sugere fortemente uma referência à divindade tutelar de Diocleciano no sistema ideológico tetrárquico. Além disso, este tipo de estabelecimentos também requeria uma importante mão-de-obra escrava, os gineciários (gynaeciarii), entre os quais se encontram sob Diocleciano, na época da última grande perseguição, muitos cristãos reduzidos à escravatura por terem recusado abjurar as suas crenças. Estes gineciários eram organizados em colégios (collegia) e obrigados a residir no local de trabalho: eles poderiam ter sido alojados nas dependências norte do palácio. Ora, no século V, o santo patrono dos soldados e dos tecelões era São Martinho de Tours, ao qual é dedicada uma pequena igreja no caminho de ronda acima da Porta Áurea. Talvez seja o indício da presença do cristianismo desde a fundação do palácio, em relação com uma função primária também ela de manufactura de estado. Um outro santo honrado em Split, por ali ter sofrido o martírio, é um certo Anastácio, que é um pisoteador (fullo), outro ofício esperado em tal contexto. Por fim, a planta que dá, provavelmente, o seu nome ao sítio, Aspalato, é a genista acantoclada, a qual é utilizada para produzir um agente corante usado no tingimento.

### Do palácio à cidade medieval

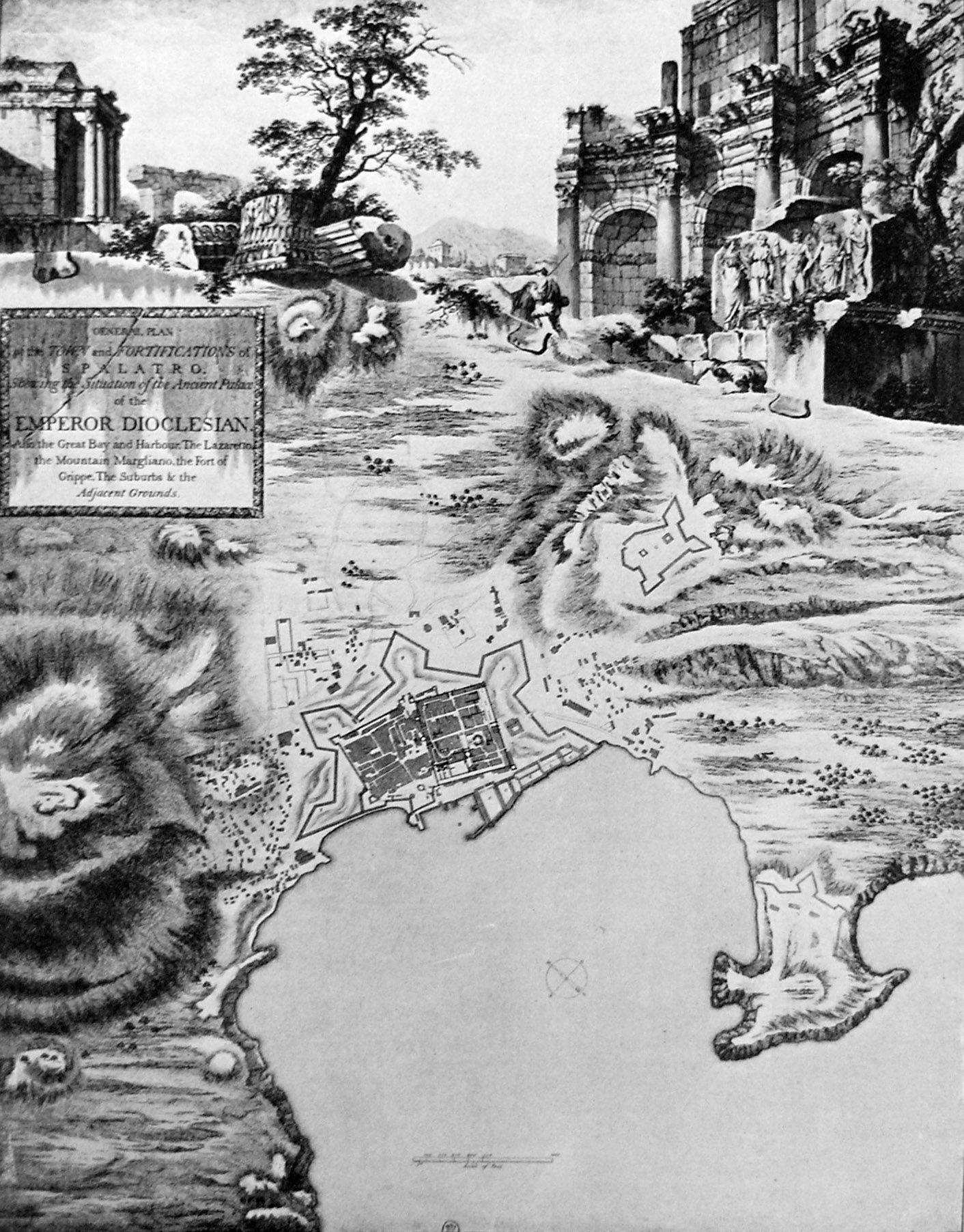
A planta de Split em 1764, por Adam

De acordo com a história da Igreja de Solin redigida por Thomas o arcediago, no século XIII, a população de Solin, ameaçada pela progressão dos Eslavos na Dalmácia, refugiou-se primeiro nas ilhas da costa, antes de regressar ao continente e instalar-se, sob a direcção dum certo Severo, no Palácio de Diocleciano e suas redondezas. Depois de algumas dificuldades iniciais, as populações eslavas e romanas da região alcançaram um modus vivendi, o que permitiu restabelecer o bispado de Solin agora transferido para Split: João de Ravena, um legado pontifício, foi eleito bispo em 650, fazendo do antigo Mausoléu de Diocleciano, então confundido com um templo de Júpiter, a nova catedral da sua diocese, depois de tê-la desembaraçado dos seus ídolos pagãos.
Segundo Tomé, o Arquidiácono, foi enviada uma expedição por João de Ravena]a Solin para recuperar as relíquias de São Dômnio, mas deve ter ali regressado depois de se ter enganado na sepultura: os restos do santo foram em seguida colocados na catedral, rebatizada de Catedral de São Dômnio, e serviram desde então para justificar as pretensões da Igreja de Split à primazia eclesiástica sobre a Dalmácia. Dômnio foi, com efeito, um mártir soliniano que pereceu no dia 10 de abril de 304 no anfiteatro de Solin, aquando da grande perseguição ordenada por Diocleciano. Tinha sido enterrado com um sacerdote, Astério, e quatro soldados, num mausoléu próximo da cidade. Segundo as crónicas pontifícias, essas relíquias foram objecto duma outra trasladação, em 641, durante o pontificado do papa João IV, que era de origem dálmata. O pontífice teria negociado com os Eslavos a restituição das relíquias e tê-las-á feito levar para Roma. Esta segunda tradição melhor atestada sobre a sorte das relíquias solinianas fez com que fosse posta em causa a historicidade de João de Ravena e as suas acções: trata-se duma ficção posterior, talvez dos séculos IX ou X. Isto não invalida, contudo, a hipótese duma recuperação do conjunto palaciano no século VII, estando a questão em saber se houve ou não uma solução de continuidade.
O baptistério da catedral de Split, que não é outro que o templo que faz frente ao Mausoléu, reconvertido a este uso, comportava um sarcófago atribuído ao arcebispo João, o principal testemunho material a confirmar a versão da história eclesiástica devida a Thomas o arcediago. De facto, trata-se provavelmente não de João de Ravena, cuja historicidade é posta em dúvida, mas duma personagem homónima que terá vivido no final do século VIII. A expansão do Império Carolíngio na Dalmácia, cerca do ano 800, é acompanhada por missões francas entre os eslavos da região.
No entanto, na segunda metade do século, a região mudou novamente de mãos, regressando, então, ao controle do Império Bizantino. Em 868, Basílio I, o Macedônio (r. 867–886) libertou Ragusa do cerco árabe e confirmou o domínio bizantino no Tema da Dalmácia. A primeira descrição medieval fiável de Split figura, assim, no Sobre a Administração Imperial de Constantino VII Porfirogênito (cap. 29), onde se lê:

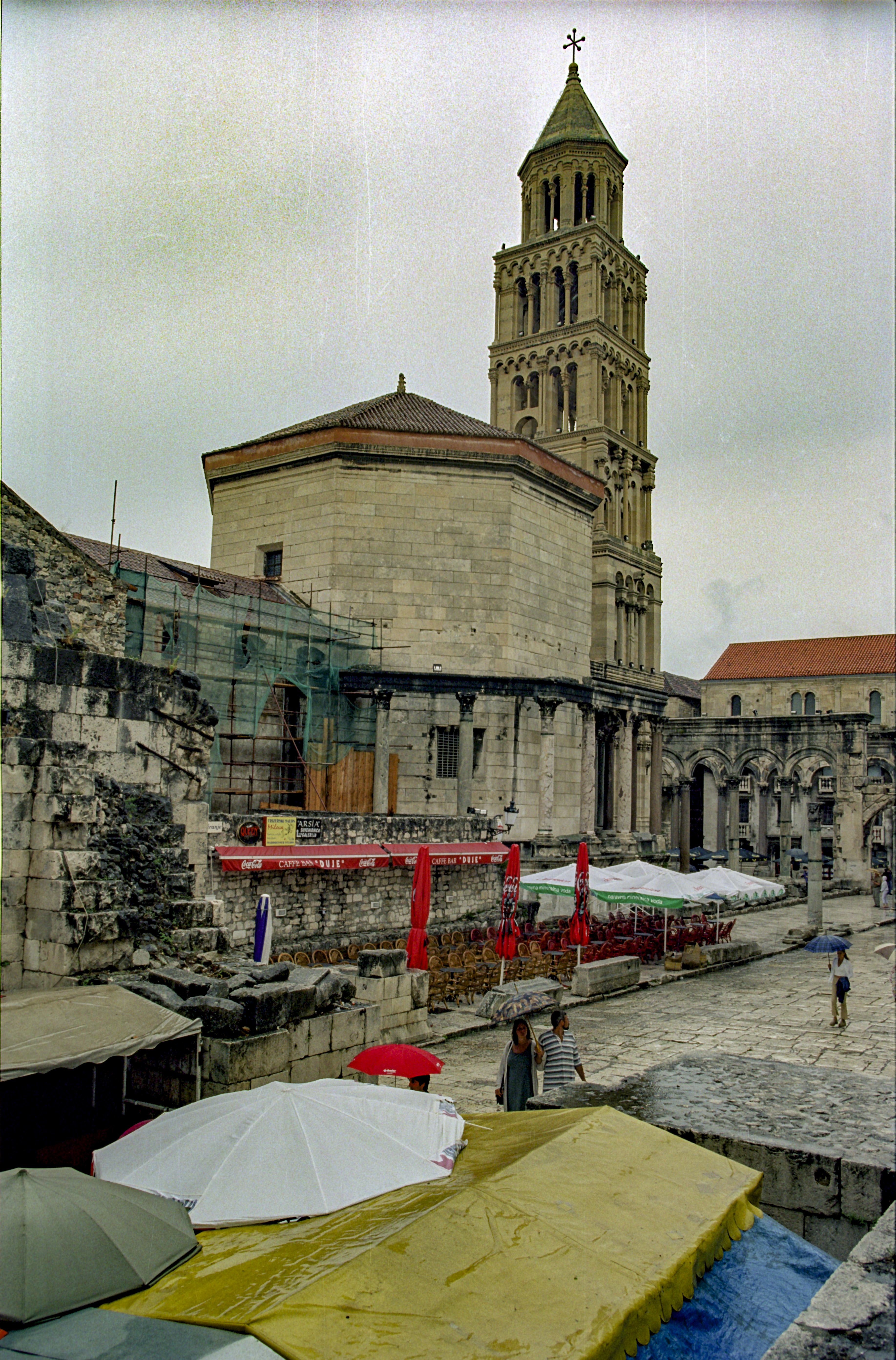
Vista exterior do Mausoléu, actual Catedral de São Dômnio, com o campanário

A cidade de Espalato, o que significa "pequeno palácio", foi fundada pelo imperador Diocleciano; ele fez a sua própria residência, e construiu no interior um pátio e um palácio, cuja maior parte foi destruída. Mas alguns vestígios permanecem hoje, como a residência episcopal da cidade e a igreja de São Dômnio, na qual repousa o próprio São Dômnio, e que era o lugar de repouso do próprio imperador Deocleciano. Por baixo encontram-se salas abobadadas que ele utiliza como prisão e nas quais fecha cruelmente os santos que tortura. Santo Anastácio também repousa nesta cidade. O muro de fortificação desta cidade não é construída nem em tijolos nem em cimento, mas de "perpetaneu", de uma e frequentemente duas "orguïàs" de comprimento por uma de largura, e são ajustados uns aos outros por grampos de ferro incorporados em chumbo fundido. Nesta cidade também se encontram linhas apertadas de colunas, com entablamentos em cima, nos quais o mesmo imperador Diocleciano propôs construir abóbadas e cobrir toda a cidade, e de construir o seu palácio e todos os alojamentos da cidade acima das abóbadas até uma altura de dois ou três andares, de forma que eles cobrissem pouco espaço no solo dessa mesma cidade. O muro de fortificação desta cidade não tem nem ante-muro nem galeria mas somente altos muros e seteiras.
A descrição do lugar por Constantino VII Porfirogênito (r. 913–959), cerca de 948-949, mostra que o complexo palaciano se transformou numa pequena cidade, cuja armadura ainda era fornecida pelas construções antigas tardias. A arqueologia confirma que as primeiras fases de construção posteriores ao século VI fizeram um uso intensivo das estruturas antigas tardias em reutilização, que elas se contentavam, em geral, com divisórias com muros grosseiros ligados com argila. A população desse grande burgo era maioritariamente de origem eslava, segundo de acordo com vários indícios: o arcebispo João no século X — ainda um outro dirigente da Igreja local, mais conhecido — é certamente eslavo, uma vez que o seu pai se apelidava Tordácato, forma romanizada do eslavo Tvrtko. A escultura arquitectónica da capela de São Martin, na porta norte das fortificações, aproxima-se estilisticamente do material presente nas fundações dos nobres croatas do século IX.
Progressivamente, novas construções vieram mascarar os vestígios do Palácio de Diocleciano: a mais antiga é o campanário elevado acima das muralhas da porta oeste, cerca do ano 1100, para a capela de Nossa Senhora dos Sinos (Gospa od zvonica). Os mais antigos vestígios da arquitectura civil medieval são as grandes casas góticas com dois ou três andares que invadiram o espaço interior do palácio nos séculos XII e XIII. O desenvolvimento urbano conduziu a cidade para lá da muralha tetrárquica no século XIII e, no fim da Idade Média, desenvolveu-se um novo centro cívico a oeste das muralhas.

### A redescoberta do Palácio de Diocleciano
O primeiro viajante conhecido a interessar-se pelo Palácio de Diocleciano foi Ciríaco de Ancona que, ao regressar duma viagem a Acaia e Epiro parou em Split e Solin nos dias 29 e 30 de julho de 1436 para ali copiar inscrições. A primeira descrição, devida a um erudito local em croata, foi feita por Marko Markulić no final do século XV. Este descreveu o Templo de Júpiter e mencionou a "Rotunda" (ou seja, o Vestíbulo) que ainda comportava fragmentos de mosaico no lugar. Em 1567, o chanceler do município de Split, Antonio Proculiano, descreveu o palácio e os seus edifícios principais, entre os quais figuravam, provavelmente, os dois edifícios circulares do têmeno do Templo de Júpiter. Tomko Marnavić, Bispo da Bósnia, relatou pelo seu lado a crónica da descoberta do sarcófago de Diocleciano na torre sudeste do palácio.
Os primeiros desenhos do palácio datam do século XVI e devem-se a um italiano. Conservados nas colecções do Instituto Real dos Arquitectos Britânicos, em Londres, apareceram pouco depois da sua realização pelo célebre arquitecto vicentino Andrea Palladio, que os anotou: isso conduziu E. Hébrard a atribuir-lhe indevidamente a paternidade. A anedota é, todavia, significativa do impacto que teve a redescoberta do Palácio de Diocleciano na arquitectura neoclássica. O erudito lyonês Jacob Spon e o botânico inglês George Wheler foram os primeiros a propôr uma reconstituição do conjunto do complexo na publicação da sua viagem comum na Itália, em 1675. Foi necessário esperar por 1721 e a obra Précis d'architecture historique do arquitecto austríaco Johann Bernhard Fischer von Erlach, para ver aparecerem os primeiros desenhos realizados a partir de levantamentos no terreno. Esta reconstituição é retomada por Daniele Farlati na ilustração do segundo volume do seu Illyricum Sacrum, em 1753.
Em julho de 1757, chegou a Split o arquitecto escocês Robert Adam, que prosseguiu na Dalmácia o seu Grand Tour começado em Itália, em companhia do pintor francês Charles-Louis Clérisseau. O seu objectivo confessado era realizar uma coleta de desenhos de vestígios do Palácio de Dioceciano, que vinha em complemento daquele que tinha consagrado às termas do mesmo imperador em Roma. Apesar das reservas desconfiadas da guarnição veneziana sobre o seu trabalho — Split ainda era na época uma estratégica praça forte veneziana dotada duma guarnição — Robert Adam pôde trabalhar até ao fim do mês de agosto no levantamento dos vestígios antigos, graças, em parte, ao apoio do seu compatriota William Graeme de Bucklivie, o comandante-em-chefe do exército veneziano nessa época. O resultado das cinco semanas da sua estadia é um notável fólio publicado no ano de 1764 em Veneza, com tábuas ilustradas, obra de Clérisseau. Apesar dos erros, sem dúvida devidos a simplificações em nome da procura da simetria, os desenhos permaneceram até ao início do século XX como a obra de referência sobre o palácio. Também teve um impacto certo na arquitectura neoclássica europeia. Por exemplo, um dos edifícios construídos mais tarde por Robert Adam e os seus irmãos em Londres ao longo do Tâmisa foi directamente inspirado pela fachada marítima de Split.
Algumas décadas mais tarde, em 1782, o pintor francês Louis-François Cassas realizou, por sua vez, desenhos do palácio, publicados em 1802 por Joseph Lavallée na crónica da sua viagem. O seu interesse em relação à obra de Adam reside numa maior fidelidade ao estado real dos vestígios e às informações suplementares que fornecem os seus desenhos da cidade medieval.
Em seguida, foi preciso esperar até ao início do século XX para ver realizados, com alguns anos de intervalo, os dois grandes estudos científicos do palácio, que ainda continuam a ser a base da bibliografia contemporânea. O primeiro é a obra do arquitecto austríaco Georg Niemann, entre 1905 e 1910, enquanto o segundo se deve aos franceses Ernest Hébrard e Jacques Zeiller, entre 1906 e 1910.
Depois destes dois estudos fundadores, os trabalhos continuaram. Em 1924, o bispado adjacente à catedral foi destruído num incêndio, o que forneceu a ocasião para limpar os arredores norte do Mausoléu. Os trabalhos de reconstrução de Split a seguir à Segunda Guerra Mundial viram a realização dum projecto antigo de limpeza das fachadas norte e leste do palácio. Mas foi sobretudo a partir de 1957 que um esforço de valorização do complexo monumental levou os irmãos Jerko e Tomas Marasović a realizar pesquisas que permitiram rever as velhas reconstituições do palácio sobre numerosos pontos: os seus trabalhos, que se prolongaram até 1975, debruçaram-se essencialmente sobre o Peristilo, o Vestíbulo e os apartamentos imperiais. Permitiram a descoberta de dois pequenos edifícios circulares no têmeno do Templo. Paralelamente, Sheila Mc Nally e a Universidade do Minnesota conduziram nove campanhas de escavações estratigráficas entre 1965 e 1974, explorando nomeadamente os complexos termais a norte dos apartamentos privados.

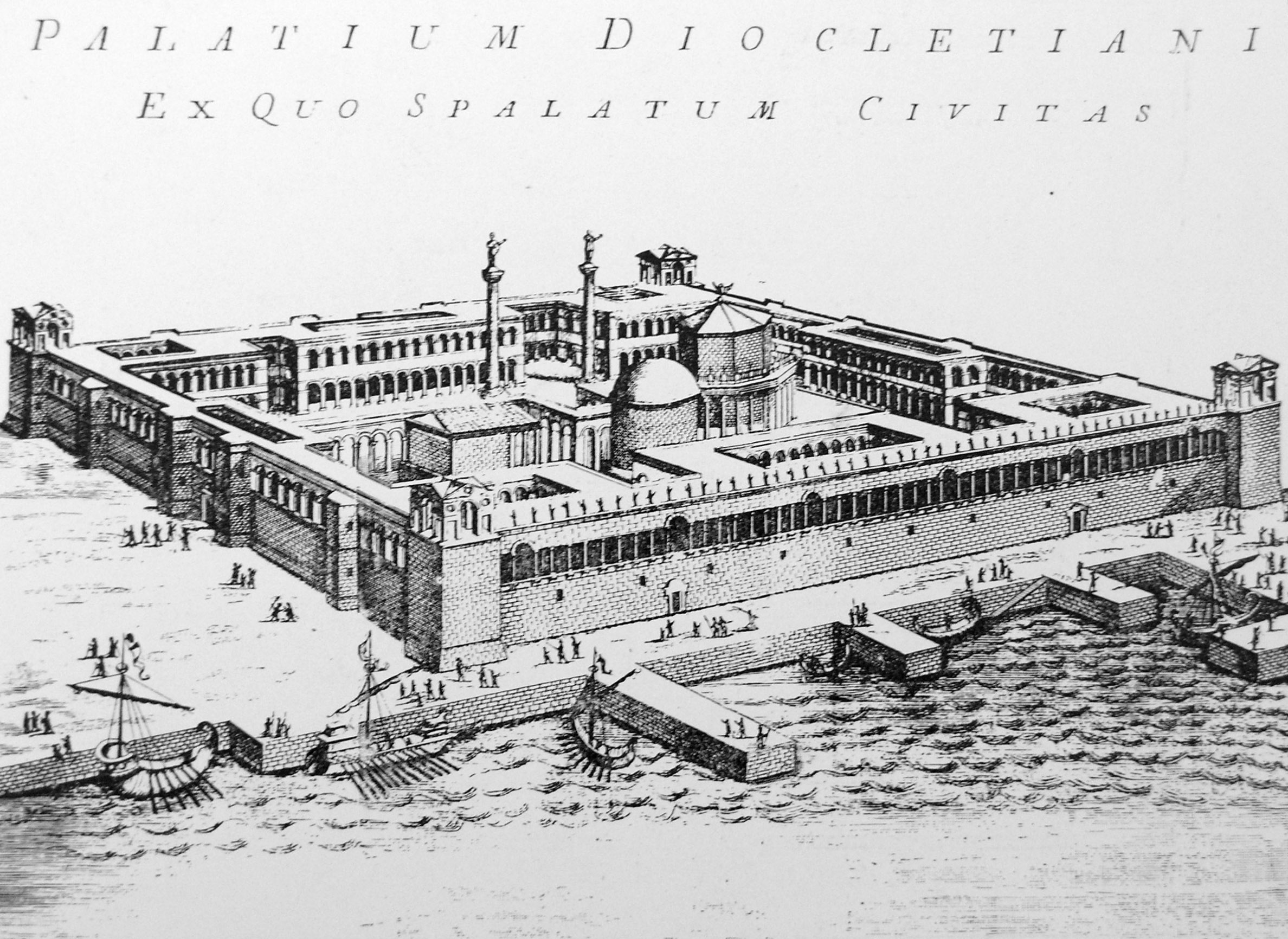
Reconstituição, de Fischer von Erlach, publicada por Daniele Farlati
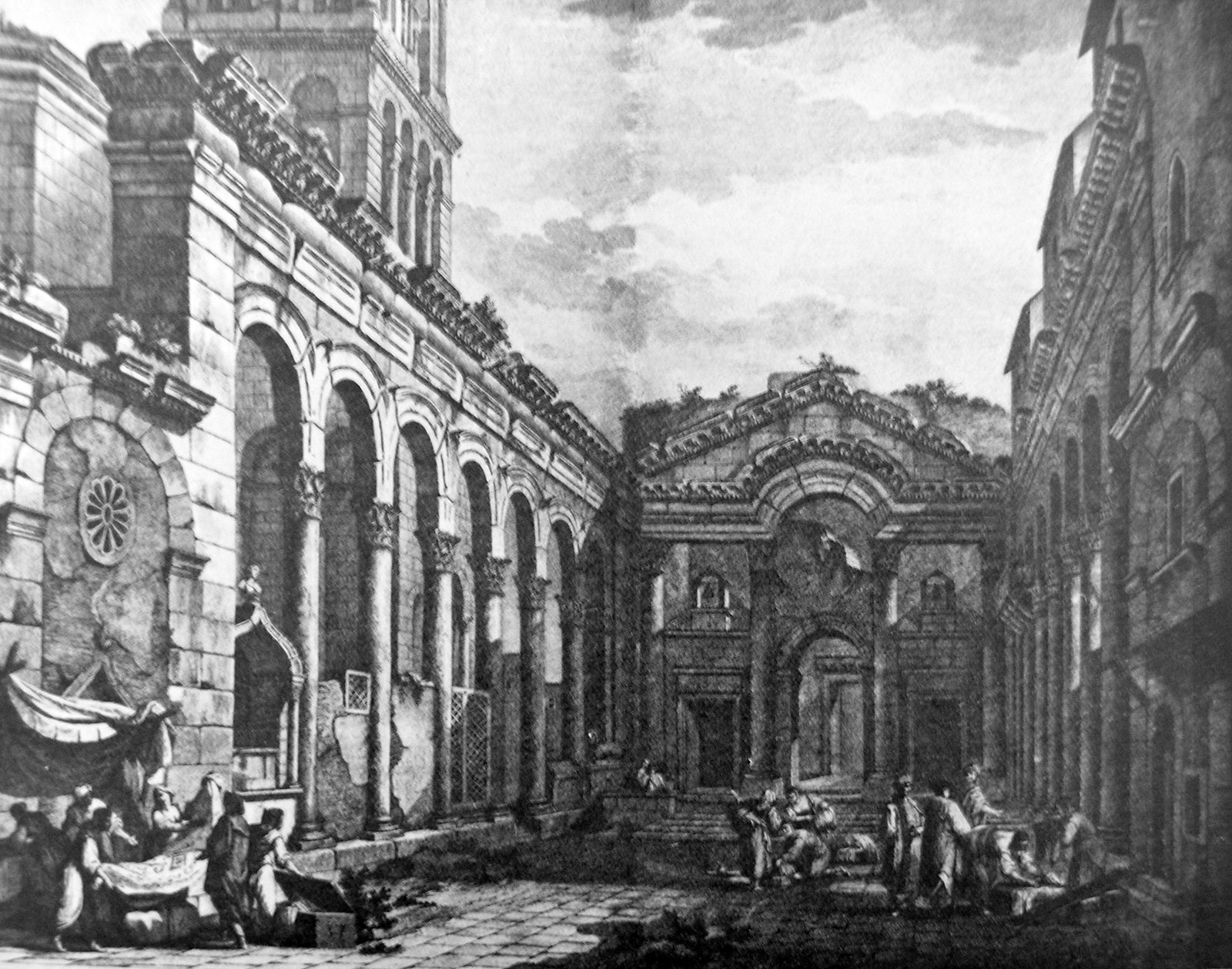
O Peristilo visto por Adam em 1764
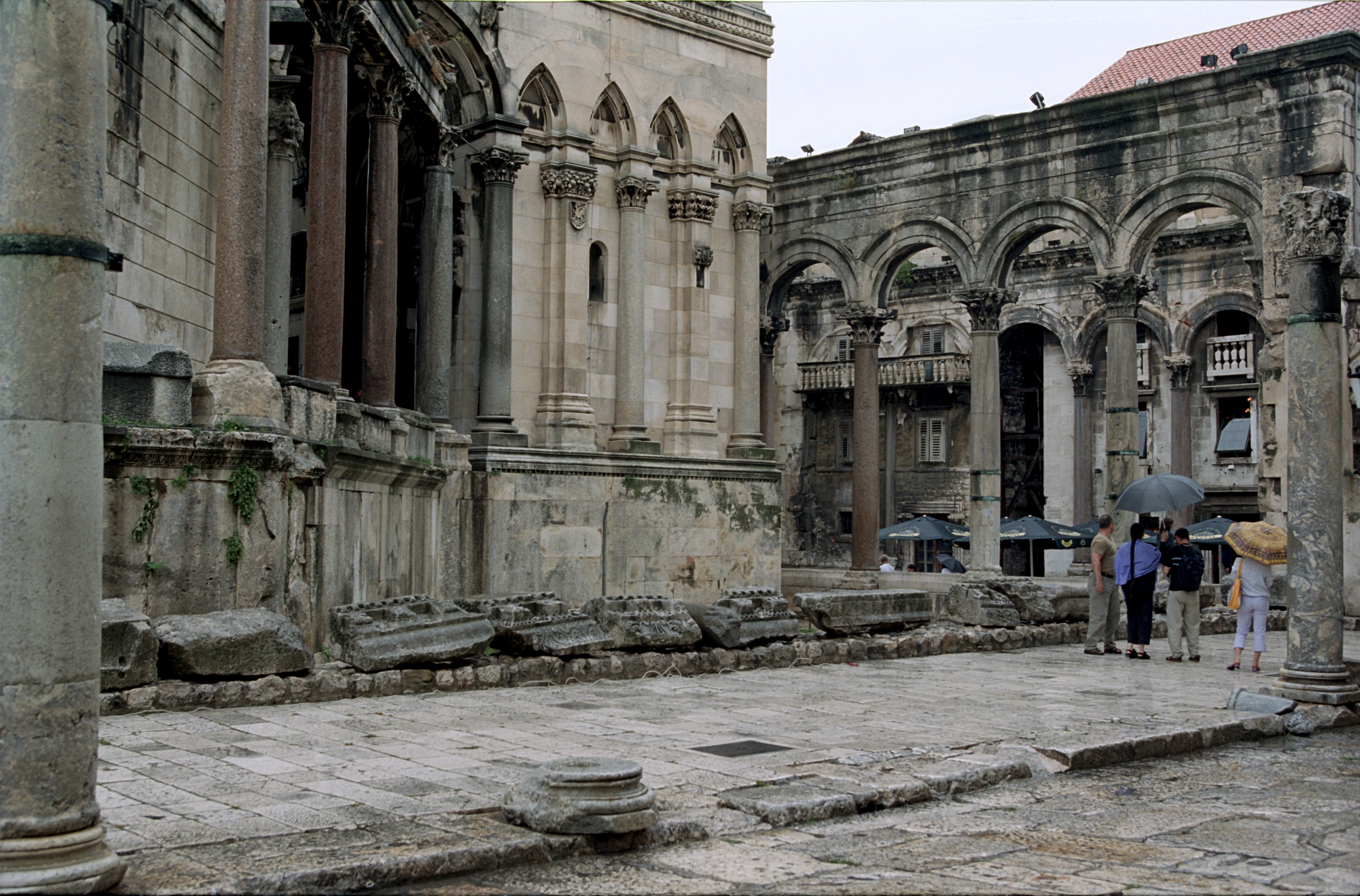
Detalhe actual do palácio
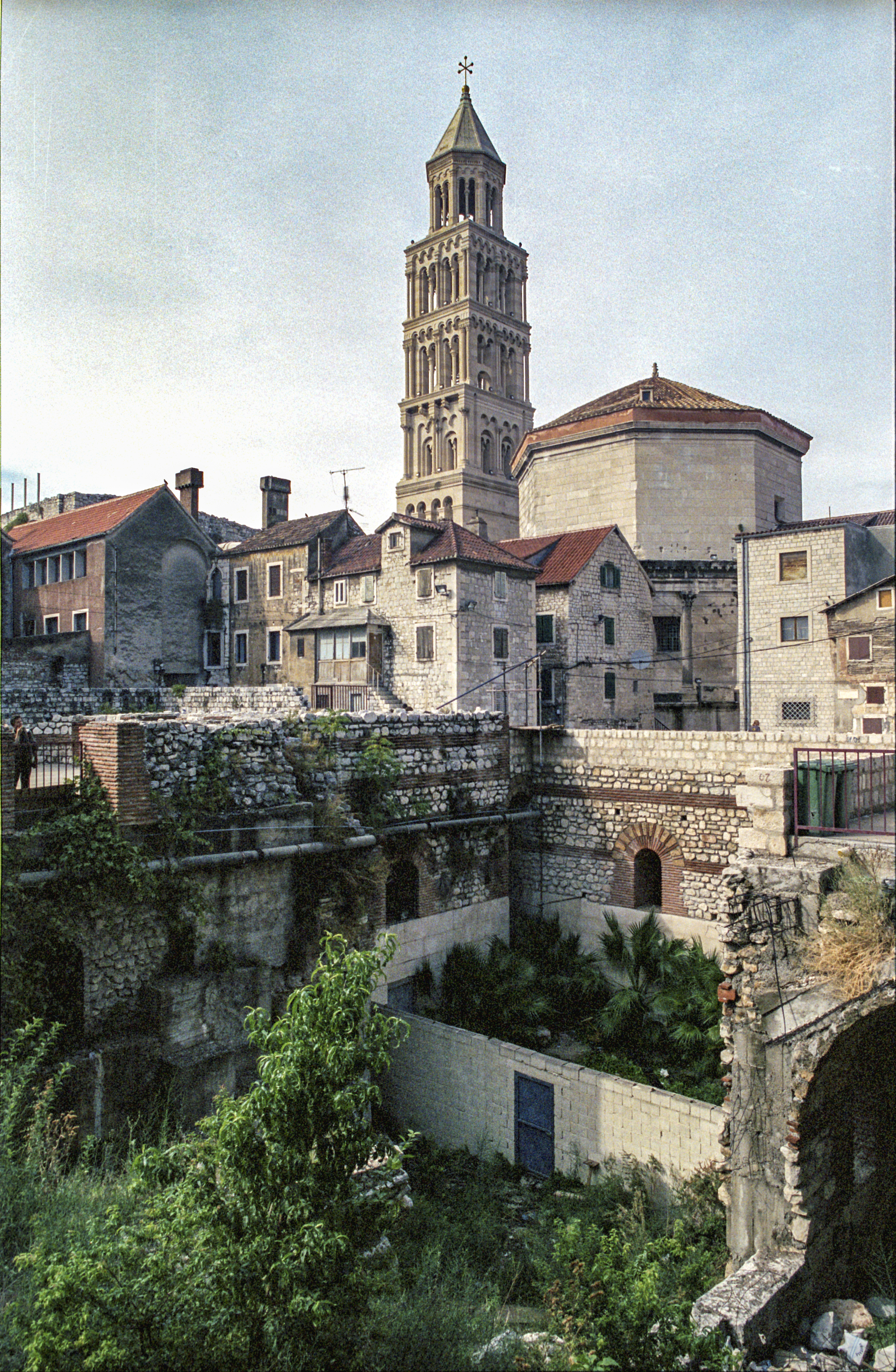
Fundações